# KENN
KENN（ケン、1982年3月24日 - ）は、日本の声優、俳優、歌手。東京都出身。Zynchro所属。本名は大橋 賢一郎（おおはし けんいちろう）。
代表作に『ミュージカル テニスの王子様』（不二裕太）、『宇宙兄弟』（南波日々人）、『逆転裁判4』（王泥喜法介）、『遊☆戯☆王デュエルモンスターズGX』（遊城十代）などがある。

## 経歴
親が厳しく、あまりアニメを見せてもらえない家庭で育つ。
私立高校中退後、フリーターを経て、音楽系の通信制サポート校「東京自由学院」に編入。小さい頃にピアノも習っていたため、副科でキーボードも練習し始める。作曲に使えることからギターも続けていた。同学院在学中に高校の卒業資格も取っていたという。同学園第5期ボーカル専攻卒業して約1年後に、色々なアルバイトをしつつ個人でバンド活動もしていたところ、同学園の園長から「メジャーデビューしているバンドの追加メンバーオーディションがあるから受けてみないか」とThe NaB'sのサポートオーディションを紹介され受け、2003年にバンドグループ・「The NaB's（ザ ネイビーズ）」のサポートボーカル・キーボードとしてデビュー。オーディションの時に井上陽水の「少年時代」を弾き語りした。後にテレビ番組の視聴者投票 を得て正式加入した。
当初はプロとしての音楽の道、バラエティ番組への出演もある環境は、それまでいた環境とは変わってしまったことから、戸惑いがあったという。また、バンドに後からの加入は、既にあった持ち歌を全曲覚える必要もあれば、仲間と打ち解けるための努力も必要になり、友人同士で集まってバンドを組んでいたのとは違っていたという。
実際にバンドを始めたところ、メンバーの仲は良く、専門学校の同期もおり、「まったく知らないやつらが集められました」という状態ではなく、メンバー全員若かったのもあり打ち解けるのは早く、仕事として集まっているメンバーが今まで感じたことのない不思議な感覚であり、「プロってこういうことなんだな」と、その時初めて意識していたという。
当時はメインボーカルを多く担当していたところにKENNが加入したことでバランスが変わってしまったりなど、後は音楽性の違うような部分でメンバー同士がぶつかることもあった。しかし衝突した相手と二人で腹を割って話す機会を作ったことでわだかまりも解け、絆が深くなり、「一緒にもっといいものを作っていこう！」と考えられるようになったという。このことは2023年時点でも印象に残っており、お互いに泣きながら熱く語りあったという。The NaB’sで活動していた時は「自分たちのいいところって、どこなんだろう？」と全員で考えている感じだったという。
2004年に俳優・声優業開始。2006年10月にバンドは活動休止。バンドでメジャー活動をしていく中で、KENN自身の歌、ライブパフォーマンスを見ており、「表現力をもっと高めたい！」と思い、芝居にも興味があり歌の表現を広げたいと事務所に相談し、芝居の経験はなかったが、『ミュージカル テニスの王子様』のオーディションを受けて合格する。このことを2023年時点のKENNに繋がる大事な作品のひとつになったという。『ミュージカル テニスの王子様』で共演しており、年齢的には少し年下だが、業界では先輩である豊永利行との出会いは大きく、歳が近いこともあり、仲良くなり、色々な話をしている中で、豊永から「ミュージカルのお芝居として歌うとは、どういうことなのか？」をたくさん教わっており、2023年時点でも深く心に残っているという。
その稽古中に「アニメって興味ある？」と聞かれ、「はい、あります」と答えていたところアニメのオーディションを勧められ、受けた作品が『遊☆戯☆王デュエルモンスターズGX』であり、声優活動で初の出演・主役の遊城十代を演じた。また、そのアフレコの際にはかなり緊張したと語っている。
2009年にソロアーティストとして初のマキシシングルを発売。本格的にアーティスト活動を再開し、2014年5月には自身初のミニアルバムが発売された。
近年は声優としての認知度が高くなってきており、時期によっては歌手・俳優・声優の活動に偏りが生じているが、本人としては「最初に始めた音楽活動を基本にし、それを活かしながら、3つの活動を満遍なく（気持ち的には33.333…％ずつ）並行して続けていきたい」と語っている。
2018年9月30日をもって兼ねてより所属していたドリーム・ウィーバーを退所し、同年10月1日付で柿原徹也が代表を務めるZynchroに所属することを発表。

## 人物

### 芸名の由来
バンドの関係で芸名をローマ字表記にし、当初は「KEN」になる予定だったが、同じような名前のアーティストが存在していたため、区別化できるよう「N」を1つ足した。また、「4文字にすることで運気が上がる」と言われ、現在の芸名である「KENN」に決定した。
芸名を決める際の他の候補として「一星（いっせい）」があった。

### 愛称
『ミュージカル テニスの王子様』の共演者から芸名を英語の発音のように呼ばれたのがきっかけで次第に「けんぬ」というあだ名が定着した。仕事の共演者で「けんぬ」を芸名と勘違いされていたり、「けん」と「けんぬ」どちらなのかと訊かれることもあった。あだ名にはこだわりがあるらしく、カタカナの「ケンヌ」ではなく、ひらがなの「けんぬ」なのだとラジオなどで語っている。

### 人物像
声優業については、中学生の頃からゲームが好きであり、お年玉でセガサターンを買ってプレイしていた『サクラ大戦』で再認識していた。それまでも無知ではなかったが、そこで改めて興味が湧き、人見知りで引っ込み思案だったため、「もしかしたら恥ずかしがらずに自己表現ができるんじゃないかな」、「そんなシャイな自分でもできるんじゃないか」、「顔を出さずに芝居が出来るなら恥ずかしくない」という考えを持っていた。その頃、音楽への興味のほうが強く、結局は音楽の道に進む。
声種はハイバリトン。高音キーがどこまで出るかという話題で、地声はGシャープと本人が発言した（「SLASH!」ではそれ以上のAを出している）。
趣味はゲーム・ダーツ・インラインスケート。かなりのゲーマーであり、好きなポケモンはミミロップとカビゴン。『遊☆戯☆王オフィシャルカードゲーム』に登場するモンスターの中で好きなものはハネクリボー。自分でデッキを作ると必ず入れる。また、ラインストーンでゲーム機や靴などをデコレーションするのにもハマっている。料理が得意で調味料が好き。得意料理はハンバーグビーフシチュー。こだわりは、ハンバーグとビーフシチューを別のフライパンで作り、油っぽくならないようにしているところ。サンドイッチ早作りも特技として挙げている。
初めて『JUNON』で取り上げられた際に「イタリアに行きたい」と語っており、その理由が『ジョジョの奇妙な冒険』第5部の舞台だからと答えている。

#### 音楽について
小さい頃からピアノを習っていた。小学生の頃から合唱団、吹奏楽クラブにも入っていた。トランペットをしていた経験もある。中学時代、一学年上の先輩の家に行っていた時にエレキギターを弾きながらトークしていた姿を見て、「カッコいい！」と思い、中学2年生くらいに初めてエレキギターを触らせてもらうようになった。そのうち、持ちたくなり、親に相談していたところ「知り合いから借りてきてあげる」と借りてきたのはアコースティックギターであり、がっかりしたという。
コードの練習をしており、「ギターって面白いものだな」と感じたため、高校時代にバイトしてお金を貯めて、エレキギターを買っていた。当時はコンビニの早朝シフトに入ったりもしていたという。その頃には、「ギタリストになりたい」、「音楽をやりたい」と考えるようになってがむしゃらに練習をしていたという。
ギターソロの速弾きで、ある一定のレベルまでは行けたが、先が見えなく、「向いてないな」と感じていたこと、当時のエレキギターで多彩な音色を作ろうと思うと、エフェクターまわりの配線が難しく、KENN自身がしたかったようなサウンドシステムを組もうと思うと、アンプ、エフェクターを組み合わせる必要があり、演奏時に切り替えるのも大変であり、細かく設定を変えたりしていたのは、「機械いじりの好きな人の方が向いているんだな」とギタリストになる夢を挫折。
当時は「ミュージシャンの誰々さんに憧れていて……」などではなく弾くことが好きであり、ドリーム・シアターなどを聴いていたような友人の影響で耳にしていた洋楽をコピーしていくうちに、壁を感じてしまったという。
そういうものばかりが好きだったわけではなく、勉強のためにヒットチャートのトップ1から20までの曲を全部聴くなどもしており、友人の趣味だけではなく、KENN自身もゲームミュージックが好きだったという。
小学校の頃に合唱団に入ってたことを思い出し、「自分は音楽の何が好きなんだろう？」と改めて考えて、歌も小学生の頃から続けており、「ボーカルのほうが向いているんじゃないか」と思い、ボーカルを目指すようになったという。

## 出演
太字はメインキャラクター。

### テレビアニメ
2004年
- 遊☆戯☆王デュエルモンスターズGX（2004年 - 2008年、遊城十代、覇王十代）

2006年
- エア・ギア（美鞍葛馬〈カズ〉）
- デジモンセイバーズ（聖 / バイオサンダーバーモン / バイオダークドラモン）

2007年
- 家庭教師ヒットマンREBORN!（ディーノ〈2代目〉）

2008年
- ドルアーガの塔 シリーズ（2008年 - 2009年、ジル） - 2シリーズ

2009年
- フレッシュプリキュア!（一条和希）
- ミラクル☆トレイン〜大江戸線へようこそ〜（六本木史）
- ライブオン CARDLIVER翔（赤丸力）

2010年
- 黒執事 シリーズ（2010年 - 2014年、ロナルド・ノックス） - 2シリーズ
- 伝説の勇者の伝説（ラフラ）

2011年
- ジュエルペット シリーズ（2011年 - 2015年、ジャスパー、プリンス・ミウラ、助手、第十四代武者小路篤胤） - 5シリーズ
- トリコ（2011年 - 2013年、滝丸）
- プリティーリズム・オーロラドリーム（ヒビキ、実況アナ）
- ラストエグザイル-銀翼のファム-（2011年 - 2012年、フリッツ、ディネシュ）

2012年
- 宇宙兄弟（2012年 - 2014年、南波日々人、ヒビット）
- 銀河へキックオフ!!（降矢虎太）
- 獣旋バトル モンスーノ（チェイス・スーノ）
- HUNTER×HUNTER（2012年 - 2013年、フィンクス）
- プリティーリズム・ディアマイフューチャー（ヒビキ、実況、記者）

2013年
- 境界の彼方（神原秋人）
- サムライフラメンコ（黒木闇児）
- 熱風海陸ブシロード（スオウ）
- BROTHERS CONFLICT（朝日奈風斗）
- ムシブギョー（月島仁兵衛）

2014年
- アオハライド（小湊亜耶）
- 暁のヨナ（テウ）
- 寄生獣 セイの格率（ミツオ）
- スペース☆ダンディ（アイザック〈ジョッグス〉）
- ダイヤのA（2014年 - 2020年、神谷カルロス俊樹） - 3シリーズ
- テラフォーマーズ（2014年 - 2016年、アレックス・カンドリ・スチュワート） - 2シリーズ
- ベイビーステップ（2014年 - 2015年、井出義明） - 2シリーズ
- マジンボーン（2014年 - 2015年、竜神翔悟）

2015年
- アルスラーン戦記（2015年 - 2016年、ギーヴ） - 2シリーズ
- スタミュ（2015年 - 2019年、虎石和泉） - 3シリーズ
- デュラララ!!×2（2015年 - 2016年、写楽影次郎） - 2シリーズ

2016年
- 亜人（渡辺）
- 終末のイゼッタ（ハンス）
- スカーレッドライダーゼクス（無月ヒジリ）
- 双星の陰陽師（山門）
- ツキウタ。 THE ANIMATION（2016年 - 2020年、皐月葵） - 2シリーズ
- DAYS（火村まゆみ）
- ディバインゲート（ユーウェイン）
- マクロスΔ（ボーグ・コンファールト）
- マジきゅんっ!ルネッサンス（墨ノ宮葵）

2017年
- MARGINAL#4 KISSから創造るBig Bang（野村エル、シオン）
- 喧嘩番長 乙女 -Girl Beats Boys-（箕輪斗々丸）
- 僕のヒーローアカデミア（2017年 - 2019年、ネイティブ、窃野トウヤ） - 2シリーズ
- 将国のアルタイル（キュロス）
- クジラの子らは砂上に歌う（ロハリト）

2018年
- アイドリッシュセブン（2018年 - 2023年、四葉環） - 4シリーズ
- 覇穹 封神演義（黄天化）
- ブラッククローバー（2018年 - 2021年、レオポルド・ヴァーミリオン）
- Butlers〜千年百年物語〜（藤代悠希）
- ピアノの森（2018年 - 2019年、レフ・シマノフスキ） - 2シリーズ

2019年
- 明治東亰恋伽（菱田春草）
- 消滅都市（ルイ）
- ジョジョの奇妙な冒険 黄金の風（セッコ）
- Fairy gone フェアリーゴーン（テッド・リビングストン）
- この世の果てで恋を唄う少女YU-NO（アーベル）
- ダンジョンに出会いを求めるのは間違っているだろうかII（ヒュアキントス・クリオ）
- トライナイツ（狩矢光）
- 鬼滅の刃（下弦の陸）
- あひるの空（2019年 - 2020年、茶木正広）
- ACTORS -Songs Connection-（魚津鯆澄）
- この音とまれ!（堂島慧士）

2020年
- 妖怪学園Y 〜Nとの遭遇〜（2020年 - 2021年、参歩ツトム、木田栗鼠人、田町トオル、ホリコシUG、黒田鬼一、ヨコキン、モヒモヒブラザーズ、アメリカン、ティーダイン、ティーダス、賀利玲央、知帝来人 他）
- 文豪とアルケミスト 〜審判ノ歯車〜（武者小路実篤）
- ドラえもん（テレビ朝日版第2期）（加藤カケル）

2021年
- アイ★チュウ（愛童星夜）
- はたらく細胞BLACK（赤血球〈AC1677〉）
- ふしぎ駄菓子屋 銭天堂（水野雄太）
- 怪病医ラムネ（健吾）
- SDガンダムワールド ヒーローズ（炎皇張飛ゴッドガンダム）
- ポケットモンスター（カイリ）
- 名探偵コナン（2021年 - 2024年、太刀川公之、石田弘毅）
- MUTEKING THE Dancing HERO（ステキング）

2022年
- プラチナエンド（ペネマ）
- キャップ革命 ボトルマンDX（2022年 - 2023年、帆狩リョウ）
- もっと!まじめにふまじめ かいけつゾロリ（ルクマ）
- パズドラ（2022年 - 2025年、ワカモン）
- 機動戦士ガンダム 水星の魔女（2022年 - 2023年、オジェロ・ギャベル） - 2シリーズ
- BLEACH 千年血戦篇（ベレニケ・ガブリエリ）

2023年
- ひろがるスカイ!プリキュア（2023年 - 2024年、バッタモンダー）
- 私の推しは悪役令嬢。（ロッド＝バウアー）
- BEYBLADE X（2023年 - 2025年、石山タクミ）
- ドッグシグナル（久宝鈴之介）

2024年
- 出来損ないと呼ばれた元英雄は、実家から追放されたので好き勝手に生きることにした（アルフレッド）
- ハズレ枠の【状態異常スキル】で最強になった俺がすべてを蹂躙するまで（小山田翔吾）
- 多数欠（入賀煉）
- 魔導具師ダリヤはうつむかない（ディーノ・モルフェ）
- 村井の恋（中島貴臣）
- 株式会社マジルミエ（柏呑）

2025年
- マジック・メイカー 〜異世界魔法の作り方〜（エインツヴェルフ）
- 完璧すぎて可愛げがないと婚約破棄された聖女は隣国に売られる（マモン）
- CITY THE ANIMATION（安達太良達太、微笑六郎、かんた）
- 美男高校地球防衛部ハイカラ!（羽羽賀大介 / カンガルー男）
- 水属性の魔法使い（フェルプス）

### 劇場アニメ
2000年代
- はなれ砦のヨナ（2006年、ガルダ）

2010年代
- 10thアニバーサリー 劇場版 遊☆戯☆王 〜超融合!時空を越えた絆〜（2010年、遊城十代）
- ジュエルペット スウィーツダンスプリンセス（2012年、ジャスパー）
- 劇場版 HUNTER×HUNTER 緋色の幻影（2013年、フィンクス）
- 宇宙兄弟#0（2014年、南波日々人）
- 亜人（2015年 - 2016年、渡辺） - 『衝動』『衝突』
- 劇場版 境界の彼方 -I'LL BE HERE-（2015年、神原秋人）
- 劇場版 明治東亰恋伽（2015年 - 2016年、菱田春草） - 2部作
- 劇場版プリパラ み〜んなあつまれ!プリズム☆ツアーズ（2015年、ヒビキ）
- ラストエグザイル-銀翼のファム- Over The Wishes（2016年、フリッツ）
- 劇場版 黒執事 Book of the Atlantic（2017年、ロナルド・ノックス）
- 劇場版マクロスΔ 激情のワルキューレ（2018年、ボーグ・コンファールト）

2020年代
- 劇場版ポケットモンスター ココ（2020年、サブリーダー・ザルード）
- 復興応援 政宗ダテニクル 合体版＋（2021年、5代当主 伊達宗綱）
- 劇場版マクロスΔ 絶対LIVE!!!!!!（2021年、ボーグ・コンファールト）
- 劇場版アイドリッシュセブン LIVE 4bit BEYOND THE PERiOD（2023年、四葉環）
- 永久少年 Eternal Boys NEXT STAGE（2023年、葉小坂初）
- ブラッククローバー 魔法帝の剣（2023年、レオポルド・ヴァーミリオン）
- RABBITS KINGDOM THE MOVIE（2024年、皐月葵）
- KING OF PRISM-Your Endless Call-み〜んなきらめけ!プリズム☆ツアーズ（2025年、ヒビキ）

### OVA
2013年
- 暗殺教室（前原陽斗） - コミックス第7巻アニメDVD同梱版

2014年
- アオハライド（小湊亜耶） - コミックス第12巻OAD同梱版
- BROTHERS CONFLICT（朝日奈風斗）
- ムシブギョー（2014年 - 2015年、月島仁兵衛） - 『常住戦陣!!ムシブギョー』コミックス第15・16・17巻OVA付き限定版

2016年
- アルスラーン戦記（ギーヴ、ナルサスの恋人、ダリューンの恋人、エラムの恋人） - コミックス第5・6巻OAD付き限定版
- 宇宙兄弟（南波日々人） - コミックス29巻DVD付き限定版
- スタミュ（虎石和泉）

2023年
- スタンドマイヒーローズ WARMTH OF MEMORIES（日向志音）

### Webアニメ
2010年代
- きょうかいのかなた アイドル裁判! 〜迷いながらも君を裁く民〜（2013年、神原秋人）
- 企業戦士アルスラーン（2015年、ギーヴ）
- 政宗ダテニクル（2016年、5代当主伊達宗綱）
- SDガンダムワールド 三国創傑伝（2019年、張飛ゴッドガンダム）

2020年代
- キャップ革命 ボトルマン（2020年、帆狩リョウ）
- おしえて北斎! -THE ANIMATION-（2021年、尾形光琳）
- スーパー・クルックス（2021年、フォアキャスト）
- TVアニメ「プラチナエンド」解説動画 おしえて!てんしーず（2022年、ペネマ）
- サイバーパンク エッジランナーズ（2022年、デイビット・マルティネス）
- トミカヒーローズ ジョブレイバー 特装合体ロボ（2022年 - 2023年、キャリーブレイバー ヤマト運輸 集配トラック）
- SAND LAND: THE SERIES（2024年、シミット）

### ゲーム
2006年
- 遊☆戯☆王デュエルモンスターズGX タッグフォース（遊城十代）

2007年
- 家庭教師ヒットマンREBORN! シリーズ（ディーノ）
  - DS 死ぬ気MAX! ボンゴレカーニバル!!
  - DS フレイムランブル 骸強襲!
  - ドリームハイパーバトル! 死ぬ気の炎と黒き記憶
  - DS フレイムランブル開炎 リング争奪戦!
  - Let's暗殺!? 狙われた10代目!

- 遊☆戯☆王デュエルモンスターズGX タッグフォース2（遊城十代）

2008年
- 家庭教師ヒットマンREBORN! シリーズ（ディーノ）
  - ドリームハイパーバトル! Wii
  - DS ボンゴレ式対戦バトルすごろく
  - DS フェイトオブヒート 炎の運命
  - DS フレイムランブル超 燃えよ未来
  - 狙え!? リング×ボンゴレトレーナーズ
  - 禁断の闇のデルタ

- ブレイザードライブ（ダイチ）
- 遊☆戯☆王5D’s デュエルターミナル(遊城十代)
- 遊☆戯☆王デュエルモンスターズGX タッグフォース3（遊城十代 / 覇王十代）

2009年
- 家庭教師ヒットマンREBORN! シリーズ（ディーノ）
  - DS フレイムランブルX 未来超爆発
  - BATTLE ARENA2スピリットバースト
  - DS オレがボス! 最強ファミリー大戦

- サンデーVSマガジン 集結!頂上大決戦
- シャイニング・フォース フェザー（ラッシュ）
- 断罪のマリア（ジョーカー、ビフロンス）
- VitaminZ（成宮天十郎）

2010年
- 家庭教師ヒットマンREBORN! シリーズ（ディーノ）
  - 絆のタッグバトル
  - DS フェイトオブヒートIII 雪の守護者来襲!
  - DS フレイムランブルXX 超決戦! 真6弔花

- スカーレッドライダーゼクス（無月・ヒジリ）
- 天下一★戦国LOVERS DS（前田慶次）
- デザート・キングダム（セラ）
- VitaminZ Revolution（成宮天十郎）
- ラストランカー（リド）
- 恋愛番長 命短し、恋せよ乙女! Love is Power（さわやか番長）

2011年
- ジュエルペット 魔法のリズムでイェイッ!（ジャスパー）
- スカーレッドライダーゼクス -STARDUST LOVERS-（無月・ヒジリ）
- Vitamin XtoZ（成宮天十郎）

2012年
- Glass Heart Princess（柾木真之介）
- ジュエルペット 魔法でおしゃれにダンス☆デコ〜!（ジャスパー）
- スカーレッドライダーゼクスI + FD ポータブル（無月・ヒジリ）
- ソウルキャリバーV（パトロクロス・アレクサンドル）
- 断罪のマリア 〜ラ・カンパネラ〜（ジョーカー、ビフロンス）
- トリコ グルメサバイバル!2（滝丸）
- トリコ グルメモンスターズ!（滝丸）
- 薄桜鬼 幕末無双録（桂小五郎）
- BROTHERS CONFLICT PASSION PINK（朝日奈風斗）
- 嫁コレ（六本木史、成宮天十郎）
- 恋愛番長2 MidnightLesson!!!（さわやか番長）

2013年
- 裏語 薄桜鬼（桂小五郎）
- 逆転裁判5（王泥喜法介）
- Glass Heart Princess:PLATINUM（柾木真之介）
- 剣が君（螢）
- 月英学園 -kou-（栄斗隆）
- Jewelic Nightmare（皇征一郎 / アダマス）
- ジュエルペット カフェで魔法のクッキング!（ジャスパー）
- Double Score 〜Cattleya×Narcissus〜（土夢）
- 断罪のマリア Complete Edition（ジョーカー、ビフロンス）
- デザート・キングダム ポータブル（セラ）
- トリコ グルメガバトル!（滝丸）
- VitaminZ Graduation（成宮天十郎）
- VitaminZ Revolution（成宮天十郎）
- 百年戦記 ユーロ・ヒストリア
- ファイナルファンタジーXIV：新生エオルゼア（ウリエンジェ、ウェッジ）
- BROTHERS CONFLICT BRILLIANT BLUE（朝日奈風斗）
- マジョリカ★ファミリア（ニコル、カレル）
- 明治東亰恋伽（菱田春草）
- ムシブギョー（月島仁兵衛）

2014年
- 裏語 薄桜鬼 〜暁の調べ〜（桂小五郎）
- 王子様のプロポーズ Season 2（クオン.J.カシラギ〈クオン・ヒムロ〉）
- OTOGEAR〜オトギア〜（桃太郎）
- 金色のコルダ3 AnotherSky feat.天音学園（ソラ）
- 金色のコルダ3 AnotherSky feat.至誠館（ソラ）
- 金色のコルダ3 AnotherSky feat.神南（ソラ）
- グランブルーファンタジー（2014年 - 2024年、ゼヘク）
- 神撃のバハムート（ダルタニアン、レザン）
- 爽海バッカニアーズ!（クレイヴ＝フォスター）
- Double Score 〜Marguerite×Tulip〜（土夢）
- ボイスサプリ（和馬）
- -8（倉持青葉）
- マジンボーン 時間と空間の魔神（竜神翔悟）
- MARGINAL＃4 IDOL OF SUPERNOVA（野村エル）
- MIRROR WAR 〜Reincarnation of Holiness〜（ファイター、エレメンタリスト、ローグ）

2015年
- アイ★チュウ（愛童星夜）
- アイドリッシュセブン（2015年 - 2024年、四葉環）
- I DOLL U（御神ルカ）
- アルスラーン戦記×無双（ギーヴ）
- Un:BIRTHDAY SONG 〜愛を唄う死神〜（早坂静流）
- インフィニット・ドライブ
- 王宮のトリップテーラー（スペキュロース）
- 学園CLUB〜放課後のヒミツ〜（皆川朝陽）
- 剣が君 for V（螢）
- サウザンドメモリーズ（アルト、ウィルバー）
- スカーレッドライダーゼクス Rev.（無月・ヒジリ）
- 魂の交渉屋とボクの物語 - Soul Negotiator -（交渉屋アシル）
- ツキノパーク（皐月葵）
- 東京乙女レストラン（村瀬蘇芳）
- Photograph Journey 〜恋する旅行・静岡編&長崎編〜（七種瑞樹）
- ボーイフレンド（仮）（喜多川翔太）
- 明治東亰恋伽 トワヰライト・キス（菱田春草）
- 遊☆戯☆王ARC-V TAG FORCE SPECIAL（遊城十代）
- ゆのはなSpRING!（片桐金太郎）
- レンドフルール（オルフェ）

2016年
- AKIBA'S BEAT（篠宮レイジ）
- イース VIII -Lacrimosa of DANA-（ヒュンメル）
- オルタンシア・サーガ -蒼の騎士団-（ギーヴ）
- 逆転裁判6（王泥喜法介）
- 喧嘩番長 乙女（箕輪斗々丸）
- 剣が君 百夜綴り（螢）
- スカーレッドライダーゼクス 青と紅の狂詩曲〈ラプソディ〉（無月ヒジリ）
- デジモンワールド -next 0rder-（広瀬コウタ）
- ヴァルハイトライジング（カイト・ミラハイク）
- BEAST Darling!〜けもみみ男子と秘密の寮〜（九条佑兎）
- BROTHERS CONFLICT PRECIOUS BABY（朝日奈風斗）
- 文豪とアルケミスト（武者小路実篤）
- ボーイフレンド（仮）きらめき☆ノート（喜多川翔太）
- マクロスΔスクランブル（ボーグ・コンファールト）
- マジカルデイズ the Brats’s Parade（カヲル）
- マジきゅんっ!ルネッサンス（墨ノ宮葵）
- 明治東亰恋伽 Full Moon（菱田春草）
- 遊☆戯☆王デュエルモンスターズ 最強カードバトル!（遊城十代）
- ゆのはなSpRING! 〜Cherishing Time〜（片桐金太郎）
- 夢色キャスト（愛童星夜）※アイ★チュウコラボイベント
- LOVE☆スクランブル（北大路悠月）

2017年
- GRAVITY DAZE 2/重力的眩暈完結編:上層への帰還の果て、彼女の内宇宙に収斂した選択（フィー）
- HUNTER×HUNTER ワールドハント（フィンクス）
- デジモンワールド -next 0rder- INTERNATIONAL EDITION（広瀬コウタ）
- 夢王国と眠れる100人の王子様（ロナルド、ヤナギ）
- Shadowverse（ガウェイン、ワイズマーマン、忌刃の戦士、アーリーブランド・ゼヘク、ブーストキッカー、ソードウィップドラグーン）
- 武器よさらば（山伏コジロウ）
- ラピクロ（男性プレイヤーボイス）
- 茜さすセカイでキミと詠う（高杉晋作）
- ツキノパラダイス。（皐月葵）
- アルスラーン戦記 戦士の資格（ギーヴ）
- 仁王（片倉重長）※DLCに登場。
- ツキトモ。-TSUKIUTA.12 memories-（皐月葵）
- League of Legends（ケイン）
- 喧嘩番長 乙女 〜完全無欠のマイハニー〜（箕輪斗々丸）
- スタンドマイヒーローズ（日向志音）
- 恋愛プリンセス 〜ニセモノ姫と10人の婚約者〜（アベル＝オークウッド）
- デスティニーチャイルド（フレイ）
- ゼノブレイド2（ヴァサラ）
- アビストライブ（ソウマ、エジソン、テスラ、Ghost）
- 消滅都市2（ルイ）
- Un:BIRTHDAY SONG〜愛を唄う死神〜another record（早坂静流）
- 遊戯王 デュエルリンクス（2017年 - 2019年、遊城十代 / 覇王十代 / ユベル）

2018年
- アイドリッシュセブン Twelve Fantasia!（四葉環）
- フォルティッシモ（朝倉風斗）
- ドラゴンエッグ（黄天化）
- LibraryCross∞ -ライブラリークロスインフィニット-（柾木真之介）
- アニドルカラーズ（カイ）
- 歌マクロス スマホDeカルチャー（ボーグ・コンファールト）
- ポコロンダンジョンズ（黄天化）
- 暁のブレイカーズ（赤城優作）
- サガ スカーレット グレイス 緋色の野望（アーサー）
- イケメンライブ◆恋の歌をキミに（朱真遥音）
- ドラガリアロスト（ハール、カール）
- 幻想大陸エレストリア（ヒュンメル）
- プレカトゥスの天秤（ダン・イオリ）
- 夢間集（工部琴）
- HUNTER×HUNTER グリードアドベンチャー（フィンクス）
- 明治東亰恋伽 〜ハヰカラデヱト〜（菱田春草）

2019年
- 覇穹 封神演義 〜センカイクロニクル〜（黄天化）
- ゆのはなSpRING! 〜Mellow Times〜 for Nintendo Switch（片桐金太郎）
- 喧嘩番長 乙女 2nd Rumble!!（箕輪斗々丸）
- BROTHERS CONFLICT Precious Baby for Nintendo Switch（朝日奈風斗）
- ポケモンマスターズ（トウキ）
- パレットパレード（ミケランジェロ）
- Food Fantasy フードファンタジー（武夷大紅袍）
- スター・ウォーズ ジェダイ:フォールン・オーダー（ソウ・ゲレラ）
- BUSTAFELLOWS（リンボ・フィッツジェラルド）
- クリムゾンクラン（時東千明）
- 光芒：妖恋奇谭（青行灯）
- アルカ・ラスト 終わる世界と歌姫の果実（イロンデール）

2020年
- 陰陽師（鬼童丸）
- ファンタジーライフオンライン（エドワード）
- CARAVAN STORIES（ガルフスタン）
- 妖怪学園Y 〜ワイワイ学園生活〜（参歩ツトム、木田リスト、ホリコシUG、海東ユウマ、ヨコキン）
- 妖怪ウォッチ ぷにぷに（ティーダイン、ティーダス）
- キューピット・パラサイト（シェルビー・スネイル）
- ジョジョのピタパタポップ（セッコ）
- キャプテン翼 RISE OF NEW CHAMPIONS（ケイジーニョ）
- 共闘ことばRPG コトダマン（ヒュアキントス・クリオ）
- アイ★チュウ Étoile Stage（愛童星夜）
- エグゾスヒーローズ（セルナンド）
- ふろ恋 私だけの入浴執事（有馬颯）
- ドラゴンネストR（ヴァンダル）
- 剣が刻（螢）

2021年
- FUSHO-浮生-（護衛・謝維錦）
- 逆転オセロニア（アポロン）

2022年
- THE KING OF FIGHTERS XV（クローネン）
- 誰ガ為のアルケミスト（タンバ）
- THE KING OF FIGHTERS ALLSTAR（クローネン）
- 雀魂（ゼクス、リン）
- SDガンダム バトルアライアンス（ハーメス・マーキュリー）
- ジョジョの奇妙な冒険 オールスターバトルR（セッコ）
- SympathyKiss（多井中法）
- アイ★チュウ（愛童星夜）
- アークナイツ（ヴィジェル）

2023年
- ファイアーエムブレム エンゲージ（フォガート）
- 青雲の契り（皇子・慕凌川）
- 永久少年Side Project -トワイライトなスピカ-（葉小坂初）
- BUSTAFELLOWS season2（リンボ・フィッツジェラルド）
- 戦国ALIVE（石田三成）
- 9 R.I.P.（幸麿）
- 超探偵事件簿 レインコード（デスヒコ＝サンダーボルト）
- メイプルストーリーM（マーヴィン）
- アサシン クリード ミラージュ（バシム）
- 時空の絵旅人（アイン）
- キューピット・パラサイト -Sweet & Spicy Darling.-（シェルビー・スネイル）

2024年
- Fate/Grand Order（耀星のハサン）
- ライドカメンズ（颯 / 仮面ライダー颯）
- BLUE PROTOCOL（カパクク）
- ファミコン探偵倶楽部 笑み男（神原大輔）
- ファイアーエムブレム ヒーローズ（2024年 - 2025年、フォガート、オージェ）
- 機動戦士ガンダム U.C. ENGAGE（ジュドー・アーシタ〈代役〉）

2025年
- ファンタジーライフi グルグルの竜と時を盗む少女（エドワード）

### ドラマCD
- アオハライド（小湊亜耶[260]）※コミックス第10巻ドラマCD同梱版
- 暁のヨナ 〜小さな贈り物〜（テウ[261]）※『花とゆめ』2016年18号付録
- ACTORS - Drama Edition - [EAST]（魚津鯆澄[262]）
- アルスラーン戦記 ドラマCD「突撃せよ！アルスラーン」（ギーヴ）※『別冊少年マガジン』2015年10月号付録
- 裏語 薄桜鬼 シリーズ（桂小五郎）
  - 裏語 薄桜鬼 桂小五郎×斎藤一編 「争わぬ意思、真実の強さ」 ※『薄桜鬼2013 Vol.2』2013年7月号付録
  - 裏語 薄桜鬼 公式ファンブック 桜嵐秘話 ※ドラマCD付き
  - 裏語 薄桜鬼 〜暁の調べ〜 ドラマCD 立侍月騒動[176]
- URADOL ポケドラ限定ドラマ（伊住京章[263]）※配信限定
- 穏やか貴族の休暇のすすめ。（宿主）
- 家庭教師ヒットマンREBORN! 「家庭教師ディーノ」（ディーノ）※vsヴァリアー編 Battle.3 DVD初回特典CD
- カレシ★シアター ※『女の子のためのクチコミ&投稿マガジン』2012年5月号全サCD
- 逆転裁判5〜逆転のアニマルサーカス!?〜（王泥喜法介）
- 逆転裁判6 オリジナルドラマCD（王泥喜法介）※『逆転裁判6 LIMITED EDITION』同梱
- GANG×ROCK 皇位争奪トーナメント ENTRY01 Odin;s 訊け、我が雷鳴を！（雷堂翔太）
- 金色のコルダ 15th Anniversary CD 学内音楽コンクール“衛藤編” ①/②（レオ・デ・フェルナンデス）
- Glass Heart Princess:PLATINUM ドラマCD 〜時をかけて来た少女〜（柾木真之介[264]）
- 喧嘩番長 乙女 シリーズ（箕輪斗々丸）
  - 喧嘩番長 乙女 ドラマCD「獅子吼の国のアリス」[265]
  - 喧嘩番長 乙女 OFFICIAL FANBOOK 特典CD「目指せ！ヤンキーアイドル」[266]
  - 喧嘩番長 乙女 ドラマCD Vol.2・3[267]
- シャイニング・フォース フェザー（ラッシュ）
- スタミュ シリーズ（虎石和泉）
  - スタミュ ファーストドラマCD「☆☆永遠★STAGE☆☆」[268]
  - スタミュ ドラマCD「幼なじみメランコリー」 ※『シルフ』2016年1月号付録
  - スタミュ サードドラマCD[269]
- 剣が君 シリーズ（螢[133]）
  - 剣が君 オリジナルサウンドトラック プラス ドラマ
  - 剣が君 剣の章「迷霧の箱根峠」[270]
  - 剣が君 君の章「料理茶屋大騒動」[270]
- 月刊少女野崎くん（御子柴実琴[271]）
- ジャポニズム47（東京［23区］）
- Jewelic Nightmare シリーズ（皇征一郎 / アダマス）
  - ジュエリック・ナイトメア シチュエーションドラマCD Vol.1 〜ダイヤモンド&ルビー〜
  - ジュエリック・ナイトメア シチュエーションドラマCD Vol.3 〜アレキサンドライト&オールジュエル〜
- スカーレッドライダーゼクス シリーズ（無月・ヒジリ）
  - スカーレッドライダーゼクス サマー・ヒート4M2S
  - スカーレッドライダーゼクス リュウキュウ・インシデンツ
  - スカーレッドライダーゼクス サマー・モーション333
  - スカーレッドライダーゼクス ウィンター・ミュート1-3-6
  - スカーレッドライダーゼクス リュウキュウヒーローアドベンチャー
  - スカーレッドライダーゼクス ハーモニー・エクスプロージョン
  - スカーレッドライダーゼクスゼノン XENON to XECHS
  - スカーレッドライダーゼクスゼノン PIECE OF XENON[272]
  - スカーレッドライダーゼクス GREAT LAG TIME SHOW[273]
  - TVアニメ スカーレッドライダーゼクス オープニングテーマ「青と紅のフォルツァート」[274] ※ドラマパートのみ出演
  - スカーレッドライダーゼクス リュウキュウインシデンツ2016[275]
- ストロボ・エッジ ドラマCD vol.1・2（安堂拓海）
- 爽海バッカニアーズ! シリーズ（クレイヴ＝フォスター[276]）
  - 爽海バッカニアーズ! ミニドラマCD特別版 ※AGF2013数量限定配布[277]、『電撃Girl's Style』2014年7月号付録
  - 爽海バッカニアーズ! ドラマCD VOL.1 - 3
- ダイヤのA キャラクターソング Vol.9 成宮鳴（神谷カルロス俊樹）※ドラマパートのみ出演
- 断章のグリム ドラマCD -小人と靴屋-（白野蒼衣）
- ツキウタ。 シリーズ（皐月葵）
  - ツキウタ。ドラマ!
  - ツキウタ。ドラマ!その2・5[278]
  - ツキウタ。アートブック ※アニメイト限定版ドラマCD
  - ツキウタ。シリーズ 長月夜2[279] ※ドラマパートのみ出演
  - ツキウタ。シリーズ 「池袋月猫物語」[280]
  - ツキプロ日常小話集「闇鍋」ドラマ2
  - 『月歌奇譚 夢見草』第1巻－夢語り・桜－
  - 『月歌奇譚 夢見草』第2巻－夢語り・月－
- TVアニメ 境界の彼方 ドラマCD スラップスティック文芸部（神原秋人）
- ディア♥ヴォーカリスト Drama CD Survival Wars #1・2（シエル[281]）
- ドルアーガの塔 シリーズ（ジル）
  - ドルアーガの塔 〜the Spoon of URUK〜
  - ドルアーガの塔 〜the fork of URUK〜
- 虹色セプテッタ シリーズ（篠宮愛祢）
  - 虹色セプテッタ スペシャルドラマCD ※『月刊コミック アース・スター』2011年9月号付録
  - 虹色セプテッタ ドラマCD「ワンナイト カーニバル」 DISC-1・2
- VitaminZ シリーズ（成宮天十郎）
  - VitaminZ ドラマCD -Part.1・2-
  - VitaminX-Z ドラマCD「〜秘密倶楽部でつかまえて〜SADISTIC SIDE〜」
  - VitaminX-Z ドラマCD「〜秘密倶楽部でつかまえて〜MASOCHISTIC SIDE〜」
  - VitaminZ・ハッピービタミン 〜Oh!ムコ・バトル〜
  - VitaminX-Z キャンディビタミン1 〜翼と天十郎 君はいつでもストロベリー・キッス〜
- フォルティッシモ サウンドストーリー Surprise Style（朝倉風斗[282]）
- BROTHERS CONFLICT シリーズ（朝日奈風斗）
  - BROTHERS CONFLICT キャラクターCD (4) with 要&風斗
  - BROTHERS CONFLICT ドラマCD 兄弟（おれ）たちの日常
  - BROTHERS CONFLICT 13Bros.MTG
  - BROTHERS CONFLICT MY 6 LOVERS
  - BROTHERS CONFLICT ドラマCD TRIPLE EDITION2 ※『シルフ』2013年11月号付録
  - BROTHERS CONFLICT キャラクターCD 2ndシリーズ (3) with 祈織&風斗
  - BROTHERS CONFLICT RARE TRACK[283]
- VELVET UNDERWORLD Fragment story #0 - 2（ドライ）
- プラチナコール〜ホスト科男子に恋をする〜 第1弾（小宮山だいき）※『Cheese!』2021年10月号付録[284]
- ぺらぶ! シリーズ（時枝あゆむ）
  - ぺらぶ! a cappella love!? #1
  - ぺらぶ! a cappella love!? ♭1 〜夏服サイドストーリーズ〜
  - ぺらぶ! a cappella love!? 〜ぺらぶっく〜 ※CD付き
- マイカレ シリーズ（上総友和）
  - マイカレ2
  - マイカレスペシャル〜双璧編〜
- 真代家こんぷれっくす！（真代五月）※コミックス第5巻[285]・第6巻[286]・第8巻ドラマCD同梱版[287]
- マジンボーン ドラマCD「歯医者へ行く！Hi!シャーク・ルーク」（竜神翔悟）[注 9]
- 魔法学園エウレキア 〜風紀部に咲く、白乙女〜（エース・ウィンハルト）
- MARGINAL#4 シリーズ（野村エル）
  - MARGINAL#4 〜星降る夜に、新たな誓いを〜
  - MARGINAL#4 〜星降る夜の、スイートバレンタイン〜
  - MARGINAL#4 〜星降る夜の、ハロウィンパーティー〜[288]
  - MARGINAL#4 〜星降る夜が、起こした4つの奇跡〜[289]
  - MARGINAL#4 〜星降る夜の、クリスマス〜[290]
  - MARGINAL#4 Starry Lover Vol.5
- まいりました、先輩 ドラマCD 〜先輩彼氏にまいりました〜（檜口[291]）
- ミュージカルドラマCD 「スクミュ」 第三弾 きらきら仮入部 Act.3（神路雅[292]）
- 明治東亰恋伽 シリーズ（菱田春草）
  - めいこい音声劇場 明治東亰恋逢 〜春草・音二郎編〜
  - めいこい音声劇場 恋綺譚 〜第一幕〜、〜第三幕〜
  - 明治東亰恋伽 〜吸血鬼の館〜[293]
  - めいこい時間旅行 スペシャルドラマCD[294]
  - 明治東亰恋伽 〜ハヰカラデヱト〜 ドラマCD
- 百千さん家のあやかし王子 シリーズ（七守葵 / 鵺[295]）
  - 百千さん家のあやかし王子 「百千姉妹のおもてなし」※『月刊ASUKA』2014年8月号付録
  - 百千さん家のあやかし王子 「ひまりと伊勢と、時々火車と。」※『月刊ASUKA』2015年4月号付録
  - 百千さん家のあやかし王子
  - 百千さん家のあやかし王子 其の弐・其の参[296]
- ゆのはなSpRING! ドラマCD 〜秋に咲く泡沫の桜〜（片桐金太郎[297]）
- ラストランカー 炭酸水とねじねじパン（リド）

### 朗読CD
- オオカミ君ち。VOL.3 - 5（大神空奈多[298]）
- おとどけカレシ - More Love - Vol.5（矢吹千紘[299]）
- -陰陽師幻夜録- 我が掌で眠れ Vol.5（甲斐[300]）
- KISS×KISS collections Vol.31 「おとうとキス」（橘和樹[301]）
- Guilty7 Vol.1 憤怒編（鬼怒谷遼[302]）
- 三国志 Three Kingdoms 公式朗読CDシリーズ “夷陵に燃ゆ” / 趙雲篇
- 死神彼氏シリーズ 死神デートCD vol.8 「Un:BIRTHDAY SONG〜静流〜」（早坂静流[303]）
- Double Score シリーズ（土夢）
  - Double Score 〜Cattleya〜：城崎理央
  - Double Score 〜Tulip〜：土夢
  - Double Score 〜quarrel×love〜 土夢の場合[304]
- ツイキス〜ひだまり荘の双子たち〜 Vol.2 皇ヒビキ&皇カナデ（皇カナデ[305]）
- 七怪家族 第三巻（オーマ[306]）
- 蜜恋(ハニー)ライアー!? Vol.6（日永サク[307]）
- Honeymoon vol.24（星野蒼介[308]）
- VitaminZ × 羊でおやすみシリーズ Vol.1 「島でおやすみ」（成宮天十郎）
- Photograph Journey 〜in Nagasaki〜（七種瑞樹[309]）
- 並行世界と箱庭の部屋 Vol.5（松島草世 / 松島草太[310]）
- ミラクル☆トレイン シリーズ（六本木史）
  - 「エスコートボイスCD」六本木史
  - ミラクル☆トレインラジオCD 〜モンタゲ? もんじゃ!? montage!!〜
- めいこい音声劇場 安眠シチュエーションCDシリーズ2「変な寝顔、世も末だ 〜菱田春草編〜」（菱田春草[311]）
- 妄想エステ III（門脇暖）
- 幽幻ロマンチカ シリーズ（ヒフミ）
  - 幽幻ロマンチカ 第壱の謎 鴉天狗[312]
  - 幽幻ロマンチカ 有頂天 第壱の謎 鴉天狗[313]
  - 幽幻ロマンチカ 破天荒 第壱の謎 鴉天狗
  - 幽幻ロマンチカ 真骨頂 第壱の謎 鴉天狗
  - 幽幻ロマンチカ 満天花 第壱の謎 鴉天狗
  - 幽幻ロマンチカ 最高潮 第壱の謎 鴉天狗
- ラブネットチューン Type-03（祭[314]）
- Reader Song シリーズ
  - Reader Song 〜 Love Letter 3 / Pops （Aura Lee / America Falk）
  - Reader Song 〜 Love Letter 4 / Jazz （When I Fall In Love）

### その他CD
- マリア・マグダレーナ来日公演 マグダラなマリア〜マリアさんのMad (Apple) Tea Party〜 - カール男爵 役
- ミュージカル エア・ギア シリーズ - 美鞍葛馬 役
  - ミュージカル エア・ギア
  - ミュージカル エア・ギア Character&Team VOCAL(1) Team 小烏丸 VS Team BACCHUS
  - ミュージカル エア・ギア vs.バッカス Super Renge Remix
- ミュージカル テニスの王子様 シリーズ - 不二裕太 役
  - ミュージカル テニスの王子様 More than Limit 聖ルドルフ学院
  - ミュージカル テニスの王子様 in winter 2004-2005 side 山吹 feat. 聖ルドルフ学院
  - ミュージカル テニスの王子様 DREAM LIVE 2nd
  - ミュージカル テニスの王子様 The Imperial Match 氷帝学園
  - ミュージカル テニスの王子様 ベストアクターズシリーズ003 相葉弘樹 as 不二周助
  - ミュージカル テニスの王子様 The Final Match 立海 Second feat. The Rivals
  - ミュージカル テニスの王子様 DREAM LIVE 7th

### ラジオドラマ
- 逆転裁判5〜逆転のアニマルサーカス!?〜（王泥喜法介[315]）
- 百千さん家のあやかし王子（葵 / 鵺[316]）

### 吹き替え

#### 映画
- 大統領の料理人（2014年、ニコラ・ボヴォワ〈アルチュール・デュポン〉）
- マライアと失われた秘宝の謎（2014年、マライア〈アナイリン・バーナード〉）
- チャーリー・モルデカイ 華麗なる名画の秘密（2015年、モーリス〈ガイ・バーネット〉[317]）
- ライト/オフ（2016年、ブレット〈アレクサンダー・ディペルシア〉）
- ジュマンジ/ウェルカム・トゥ・ジャングル（2018年、シープレーン〈ニック・ジョナス〉[318]）
- レディ・プレイヤー1（2018年、ウェイド・オーウェン・ワッツ / パーシヴァル〈タイ・シェリダン〉[319]）
- それだけが、僕の世界（2019年、ジンテ〈パク・ジョンミン〉）
- 女王陛下のお気に入り（2019年、マシャム大佐〈ジョー・アルウィン〉）
- ジュマンジ/ネクスト・レベル（2019年、シープレーン〈ニック・ジョナス〉[320]）
- ナイト・オブ・シャドー 魔法拳（2020年、ヤンフェイ〈リン・ボーホン〉[321]）
- シンデレラ（2021年、ジョン[322]）
- ミックステープ: 伝えられずにいたこと（英語版）（2021年、スティーブン〈ディエゴ・メルカド〉）
- ただ悪より救いたまえ（2022年、ユイ〈パク・ジョンミン〉[323]）
- サメストーカー（2022年、ダニエル・ケネディ / ブルース・ケイン〈ヒューストン・スティーブンソン〉[324]
- バービー（2023年、ケン〈チュティ・ガトゥ〉[325]）
- ダンピール 血の覚醒（2024年、ハーラン〈ウェイド・ブリッグス〉[326]）

#### ドラマ
- プロポーズ大作戦 〜Mission to Love（2012年、カン・ベコ〈ユ・スンホ〉）
- glee/グリー シーズン5（2014年、エリオット・ギルバート〈アダム・ランバート〉）
- シリコンバレー（2017年、ロン・ラフレーメ〈ベン・フェルドマン〉）
- ヒューマンズ（2017年、レオ〈コリン・モーガン〉）
- Your Honor / 追い詰められた判事（2021年、アダム・デジアート〈ハンター・ドゥーハン〉[327]）
- ゴシップガール（2021年、アケノ・メンジーズ〈エヴァン・モック〉[328]）
- レジデント・エイリアン 〜宇宙からの訪問者〜（2022年、ベン〈レヴィ・フィーラー〉[329]）
- アンナラスマナラ －魔法の旋律－（2022年、リウル〈チ・チャンウク〉）

#### アニメ
- 陰謀論のオシゴト（2021年、ブレット・ハンド）
- サンダーバード ARE GO（2015年、ジョン・トレーシー）
- セントラル・パーク（2020年、グリフィン）
- トロールズ（2016年、ブランチ）
- トロールズ みんなのハッピーホリデー!（2017年、ブランチ）
- トロールズ: シング・ダンス・ハグ!（2018年、ブランチ[330]）
- プレイモービル マーラとチャーリーの大冒険（2021年、マキシマス皇帝[331]）
- モンチッチ（2021年、ウィロー[332]）
- トロールズ ホリデー・ハーモニー（2021年、ブランチ[333]）
- トロールズ バンド・トゥゲザー（2024年、ブランチ[334]）
- RINGING FATE（2025年、隼風[335]）

### デジタルコミック
- VOMIC ハイキュー!!（日向翔陽[336]）
- BeeTV グラップラー刃牙（範馬刃牙）

### 特撮
- 烈車戦隊トッキュウジャー THE MOVIE ギャラクシーラインSOS（2014年、ハウンドシャドーの声[337]）
- 仮面ライダー THE WINTER MOVIE ガッチャード&ギーツ 最強ケミー★ガッチャ大作戦（2023年、ビートルクスの声[338]）
- ナンバーワン戦隊ゴジュウジャー（2025年、グーデバーンの声[339]、ベアックマの声[339]）
- ナンバーワン戦隊ゴジュウジャー 復活のテガソード（2025年、べアックマの声[340]）

### ラジオ
※はインターネット配信。
- The NaB'sのこれじゃマズイだろ（2003年、STAR digio CH.400）[注 10]
- 塔聴!!ドルアーガ（2008年、2009年、音泉※）
- ゲーム『Vitamin』シリーズ Webラジオ 私立聖帝学園放送部（2009年 - 2011年、アニメイトTV※）
- VELVET UNDER WORLD Web Radio VELVET-NETWORK 第1期（2009年 - 2010年、アニメイトTV※）
- ミラクル☆トレインラジオ〜車掌室へようこそ〜（2009年 - 2010年、アニプレックス※・ランティスウェブラジオ※）
- 黒執事II ファントムパーティーナイト〜真夜中の仮面舞踏会〜（2011年、アニメイトTV※）
- 快感[TO]Night〜KENN and 森久保祥太郎〜（2011年 - 2012年、ニコニコ生放送※）
- ぺらぶらじお（2011年、アニメイトTV※）[注 11]
- めいこいラヂオ（2011年 - 2012年、ニコニコ生放送※）
- KENN&岡本信彦のRADIOアニメロミックス（2011年 - 2012年、文化放送）
- -けもみみ☆ラヂヲ- 擬人カレシ 〜Dear My Student〜（2012年、アニメイトTV※）
- VitaminZ RadioAction（2012年 - 2013年、音泉※）
- サンラジオ・レジデンス（2012年 - 2013年、アニメイトTV※）[注 12]
- 浪川大輔&KENNのRADIO センパイヤゾ！（2013年 - 2016年、ニコニコ生放送※）
- 熱風海陸ブシラヂオ（2013年 - 2014年、HiBiKi Radio Station※・ラジオ大阪）
- We are 宇宙兄弟（2012年 - 2014年、FM NACK5）
- 宇宙兄弟#0（2014年、FM NACK5）
- サンラジオ・レジデンス リターンズ（2014年 - 2015年、アニメイトTV※）[注 13]
- 斗々丸・金春の喧嘩番長 乙女 とことんトトコンラジオ（2016年、音泉※、アニメイトタイムズ※）[341]
- 将国のアルタイル〜トルキエ放送局〜（2017年 - 2018年、音泉※）[342]
- 知りたいことが多すぎるKENN（2017年 - 2018年、音泉※）[343]
- KENN's Re-Recognition Program（2019年、マンガPark※）
- 超!A&G+マンスリースペシャル KENN's BUSTAFELLOWS RADIO（2019年、超!A&G+※）
- BUSTAFELLOWS RADIO（2022年 - 、超!A&G+※）[344]

### ラジオCD
- アオハラジオ[345]
- アルスラーン戦記〜ラジオ・ヤシャスィーン！ Vol.2・3[346]、特別版 Vol.2 ※TSUTAYAレンタル限定盤
- 月刊ガルスタラジオ 秘密の袋とじ 秘密の取り合いCD
- スタミュラジオ〜目指せ！ラジオスター〜 Vol.1・2[347]
- ステラ☆ステーション ラジオCD vol.4[348]
- ツダケンロードショー・はてるまでラジオ DJCD Black&White
- 斗々丸・金春の喧嘩番長 乙女 とことんトトコンラジオ[349]
- ドルアーガの塔ラジオCD-ROM「塔聴!!ドルアーガ」Vol.1 - 3
- VitaminZ シリーズ
  - DJCD「私立聖帝学園放送部活動録」巻の壱 - 終の巻
  - DJCD「私立聖帝学園放送部活動録」冬季課外活動編
- BROTHERS CONFLICT シリーズ
  - DJCD BROTHERS CONFLICT サンラジオ・レジデンス Vol.1 - 4
  - DJCD BROTHERS CONFLICT サンラジオ・レジデンス リターンズ Vol.1[350]
- VELVET UNDERWORLD DJCD「VELVET-NETWORK RECORDS」α・β
- ぺらぶ! a cappella love!? ぺらぶらじお
- 「RADIO TERRAFORMARS アネックス1号航海日誌」Vol.1・2[351]
- ラジオ・ディバインゲート[352]

### CM
声優業
- ドルアーガの塔 The Recovery of BABYLIM
- 遊☆戯☆王オフィシャルカードゲーム デュエルモンスターズ FLAMING ETERNITY〜LIGHT OF DESTRUCTION
- 遊☆戯☆王アーク・ファイブ オフィシャルカードゲーム ストラクチャーデッキ「HERO's STRIKE」
- 遊☆戯☆王オフィシャルカードゲーム デュエルモンスターズ 20th ANNIVERSARY PACK 1st WAVE
- 遊戯王デュエルリンクス
  - GXワールド開放！
  - 「オシリスの天空竜　もらえる！」編
  - KCグランドトーナメント開催記念キャンペーン
- 宇宙兄弟
  - 花王 めぐりズム 宇宙兄弟もほぐシャキ
  - 『オデッセイ』×『宇宙兄弟』コラボ予告
  - 『ファースト・マン』×『宇宙兄弟』コラボ予告
- アイ★チュウ
- 茜さすセカイでキミと詠う
- 明治東亰恋伽 〜ハヰカラデヱト〜

俳優業
- ニンテンドーDS 花より男子 －恋せよ女子（おとめ）!－

### ナレーション
- JUMP!JUMP!JUMP!（2007年10月、tvk） - 「Jumpフォーカス」
- 福岡市科学館 開館特別番組『スペースフロンティア 〜宇宙飛行士 この一歩の為に〜』（2017年10月1日 - 2018年1月31日、2018年4月29日 - 2018年5月6日）
- ナショナルジオグラフィック アポロ11号：月に向かって(2021年2月8日)

### テレビ番組
※はインターネット配信。
- コラボレーションスタジアム（2003年4月 - 2004年9月、テレビ東京）The NaB’sとして
- ピカピカプリンス（2003年10月 - 2004年3月、テレビ東京）The NaB’sとして
- もらため! 〜知って得する情報バラエティー（2008年10月、毎日放送） - イケメンサロン「もらため」癒され隊隊長 役
- アニメ星人 ときめきレシピ（2011年8月 - 9月、チバテレビ） 前野智昭と共に出演
- マクロスがとまらない（2017年1月 - 、SHOWROOM※）
- KENN's Style 〜声優KENN 極上の休日〜（CSチャンネル「日テレプラス ドラマ・アニメ・音楽ライブ」）
  - vol.1「スーツ」（2019年8月28日）
  - vol.2「クルマ」（2019年9月25日）
  - vol.3「BAR」（2019年10月30日）
- 声優アウトドア！バラエティ「ぬーキャンプ」（2019年10月 - 12月、tvk）  ランズベリー・アーサーと共に出演
- 阿部敦とKENNの今日はべっけんです!!（2021年1月 - 、ニコニコ生放送※）
- KENNと××の！ Nintendo Switch体験隊！（2021年 - 、YouTube※）

### テレビドラマ
- 貧乏男子 ボンビーメン 第3話（2008年、日本テレビ）

### 舞台
- ミュージカル テニスの王子様（2004年7月 - 2006年1月、2009年12月 - 2010年5月） - 不二裕太 役
  - More than Limit 聖ルドルフ学院
  - in winter 2004-2005 side 山吹feat.聖ルドルフ学院
  - Dream Live 2nd
  - The Imperial Match 氷帝学園
  - The Imperial Match 氷帝学園 in winter 2005-2006
  - The Final Match 立海 Second feat. The Rivals
  - Dream Live 7th
- NAO-TA! プロデュース Vol.3 one and only 会えるよ…ほらね（2006年3月） - マサル 役
- 劇団おっ、ぺれったプロデュース ご都合主義で行こう!（2006年5月） - 北村東 役
- ミュージカル エア・ギア（2007年1月、再演2007年5月、再々演2010年4月） - 美鞍葛馬 役
  - vs. バッカス Super Range Remix
  - vs. BACCHUS Top Gear Remix
- NAO-TA! プロデュース Vol.4 REPLAY（2007年3月） - 剣崎しん 役
- WAKU & Kart Promotionプロデュース Magic 〜そこにいてもいなくても〜（2007年7月） - 木村ひろみ 役
- SMILY☆SPIKY コントライブ それかおじゃん。（2007年11月） - カオ・スチョン、中島登 役
- アマデウス・ジャパン（2007年12月） - 若き日のアマデウス・ジャパン 役
- マリア・マグダレーナ来日公演『マグダラなマリア』 - カール男爵 役
  - 〜マリアさんのMad (Apple) Tea Party〜（2008年11月）
  - 〜マリアさんのMad (Apple) Tea Party (Reprise!)〜（2011年5月- 6月）
  - 〜魔愚堕裸屋・恋のカラ騒ぎ〜（2011年10月）
- ミュージカル しゅごキャラ!（2009年8月） - 月詠イクト 役
- 美童浪漫大活劇 八犬伝〈第一部〉（2010年7月） - 犬塚信乃戍孝 役
- 舞台版『ミラクル☆トレイン〜大江戸線へようこそ〜』 - 六本木史 役
  - ミラクル☆トレイン〜大江戸線へようこそ〜（2010年12月）
  - ミラクル☆トレイン〜大江戸線へようこそ〜 2nd approach（2012年4月）
  - 夜のミラクル☆トレイン〜大江戸線へようこそ〜 Sweet Dream Express（2012年12月）
- 降臨 Fight（2011年4月） - 直江兼続 役
- 三ツ星キッチン第6弾オリジナルミュージカル『East Side Story』（2011年12月） - 松岡准 役
- 舞台VitaminZ 夏祭りで愛だZ!!!!!!（2012年8月） - 成宮天十郎 役
- 朗読能シアター 葵上 -宝生流能楽公演「体感する能」より-（2013年5月） - 光源氏 役
- シーラカンスプロデュースVol.2 W・シェイクスピア HUMAN 『ROMEO&JULIET』（2014年10月） - ロミオ 役 ※23日のみ出演
- 朗読劇「世界でいちばん大嫌い」（2023年7月15日・16日、浅草橋ヒューリックホール）- 杉本真紀 役[353][354]

### 映像商品
声優業
- 青い空の下で果てる女のキミと"いつまで一緒に居れるかな?"と言ったら関係が壊れてしまうじゃないかと不安で胸を痛めている事が果たしてキミに伝わるかな...ラジオ。※音声のみのDJDVD
- 阿部敦とKENNの今日はべっけんです!!
- オトメイトパーティー♪2011・2013[355]・2014[356]・2016・2019
- 家庭教師ヒットマンREBORN! シリーズ
  - 家庭教師ヒットマンREBORN! リボキャラコレクション〜最強の仲間たち〜 第2巻
  - 家庭教師ヒットマンREBORN! ボンゴレ最強のカルネヴァーレ4 RED
  - 家庭教師ヒットマンREBORN! ボンゴレ究極のカルネヴァーレ!!!!!
  - 家庭教師ヒットマンREBORN! ボンゴレ最強のカルネヴァーレコレクションDVD ver.ボンゴレ VOL.2
- 禁断生フェスティバル69
- 禁断生フェスティバル100
- SABA SURVIVAL GAME SEASON II #3[357]
- SABA SURVIVAL GAME SEASON IV #1
- 知りたいことが多すぎるKENN DIYをやってみたKENN
- スカーレッドライダーゼクス TANABATA GIG 2012 黄金の織姫たちへ
- スカーレッドライダーゼクス NEW DAYS 2016 春のサブミッション イベントDVD[358]
- 声優だって旅します VOL.2 浪川大輔・KENN/石川編[359]
- 声優だって旅します スペシャルイベント 〜声優だって旅しました！ 旅の思い出は○○だったね〜[360]
- 『ツキウタ。 THE ANIMATION』スペシャルイベント「月歌夏祭り」
- つまみは塩だけ 東京ロケ・もやし調理編2020
- つまみは塩だけ つまみは塩だけの宴in東京2020
- TVアニメ『ムシブギョー』イベントDVD〜常住宴陣〜
- 東京乙女レストラン シリーズ
  - 東京乙女レストラン シーズン2 Vol.3[361]・4[362]
  - 東京乙女レストラン spécialité[363]
- ときめきレシピ 英国料理の巻 前野智昭&KENN
- 浪川大輔のヤバい!たのしくなってきちゃった! Vol.3
- ネオロマンスシリーズ
  - ネオロマンス♥フェスタ 金色のコルダ Featuring 天音学園
  - ネオロマンス♥フェスタ 金色のコルダ Featuring 神南高校 Op.2
  - 金色のコルダ 星奏学院祭4
  - 金色のコルダ 星奏学院祭6
- Vitamin シリーズ
  - VitaminXtoZ いくぜっ!究極（ハイパー）★エクスプロージョン
  - VitaminZ〜大阪・初夏の陣〜
  - VitaminZ〜東京・盛夏の陣〜
  - VitaminZ 百花繚乱 幕張・炎夏の陣 愛してるZ!!!!!!
  - VitaminZ 修学旅行 in 北海道！[364]
- 僕らがアメリカを旅したら VOL.3、VOL.4
- 僕らがアメリカを旅したら スペシャルイベント
- 「マクロスがとまらない」スペシャルディスク[365]
- Magic-kyun! First Live 星ノ森サマーフェスタ2017
- 「MARGINAL#4 KISSから創造(つく)るBig Bang」Presents ピタゴラスプロダクションLIVE “Big Bang Fes”
- 明治東亰恋伽 〜ハイカラ浪漫劇場1〜5、〜Honeymoon〜、幻燈浪漫譚〜Forever Thankful〜
- 森川さんのはっぴーぼーらっきー VOL.7・8[366]
- 森川智之と檜山修之のおまえらのためだろ！ 鮑-AWABI-[367]
- ライブビデオ JAPAN 乙女♥Festival
- Rejet Fes. 2014 DISCOVERY[368]
- Rejet Fes. 2016 ONLY ONE[369]
- 恋愛番長 シリーズ
  - ビーズログTV 恋愛番長 Vol.1
  - ビーズログTV 恋愛番長・二学期 数学
  - ビーズログTV 恋愛番長・リターンズ 文化祭[注 14]
  - ビーズログTV 恋愛番長・リターンズ 体育祭[注 15]

俳優業
- 降臨 Fight
- SMILY☆SPIKYコントライブ第一弾 それかおじゃん。
- 美童浪漫大活劇 八犬伝 〈第一部〉
- 舞台VitaminZ 夏祭りで愛だZ!!!!!!
- 舞台ミラクル☆トレイン シリーズ
  - 舞台ミラクル☆トレイン〜大江戸線へようこそ〜
  - 舞台ミラクル☆トレイン〜大江戸線へようこそ〜2nd approach
  - 夜のミラクル☆トレイン〜大江戸線へようこそ〜 Sweet Dream Express
- マリア・マグダレーナ来日公演 マグダラなマリア シリーズ
  - マリア・マグダレーナ来日公演 マグダラなマリア 〜マリアさんのMad (Apple) Tea Party〜
  - マグダラなマリア 4〜魔愚堕裸屋・恋のカラ騒ぎ〜
- ミュージカル エア・ギア シリーズ
  - ミュージカル エア・ギア
  - ミュージカル エア・ギア vs.BACCHUS Super Range Remix
  - ミュージカル エア・ギア vs.BACCHUS Top Gear Remix
- ミュージカル しゅごキャラ![注 16]
- ミュージカル テニスの王子様 シリーズ
  - ミュージカル テニスの王子様 More than Limit 聖ルドルフ学院
  - ミュージカル テニスの王子様 in winter 2004-2005 side 山吹 feat. 聖ルドルフ学院
  - ミュージカル テニスの王子様 DREAM LIVE 2nd
  - ミュージカル テニスの王子様 The Imperial Match 氷帝学園
  - ミュージカル テニスの王子様 The Imperial Match 氷帝学園 in winter 2005-2006
  - ミュージカル テニスの王子様 Supporter's DVD Vol.4 不動峰&聖ルドルフ学院編
  - ミュージカル テニスの王子様 DREAM LIVE 7th
  - ミュージカル テニスの王子様 ENCORE!〜F・G・K・S/On My Way〜
  - ミュージカル テニスの王子様 The Final Match 立海 Second feat. The Rivals FINAL BOX II

### 玩具
- ナンバーワン戦隊ゴジュウジャー DXグーデバーン（2025年6月21日）
- ナンバーワン戦隊ゴジュウジャー Dxベアックマ50（2025年6月21日）

### その他
- 逆転裁判4 PV（2007年、王泥喜法介）
- MEN'S DVD SERIES KENN 『一期一会 〜a-once-in-a-lifetime chance』（マーベラスエンターテイメント、2005年11月16日）
- 書籍
  - Diary（遊タイム出版、2007年1月31日）※DVD付き
  - KENN 2014年カレンダー（ハゴロモ、2013年11月10日）
    - KENNプレミアムフォトグッズ[注 17]

  - KENN IN CHANGE（KADOKAWA、2015年8月27日）※ドラマCD付き
  - Nu（宝島社、2016年8月26日）※DVD付き
  - HEAVEN ガルスタゲーム天国フォトブック （2019年4月27日）
  - Russian Blue（2019年8月30日）
  - 君と旅する日曜日 vol.2（2021年6月24日）
- 携帯サイト
  - Visual☆ストーリー（2ndシングル発売記念LIVE『SLASH!』電子写真集）
  - ビジュアルボーイ（日記 / 待受画像 / スケジュール他、2006年 - 2014年1月）
  - 着うた・着ボイス
    - アニメロミックス
    - JOYSOUND
    - dwango.jp
    - ググッド♪チャネル 声優ボイス KENN

  - カカオトーク 『声優ボイス・KENN』スタンプ（2013年12月26日）
  - しゃべるLINEスタンプ 『アルスラーン戦記』（ギーヴ[370]）
  - しゃべるLINEスタンプ 『劇場版 黒執事 Book of the Atlantic』（ロナルド・ノックス[371]）
- DVDドラマ 斬セイバー - ナレーション
- 携帯ドラマ 俺たちのリレーション - 海野浩介 役
- ラブボイスフェア ピンクのしっぽ（2012年、結弦[372]）
- 宇宙兄弟 音声ガイド（南波日々人）
  - 宇宙兄弟展（日本橋三越本店：2014年5月1日 - 5月6日、京都文化博物館：7月30日 - 9月23日、北九州市漫画ミュージアム：11月15日 - 2015年1月25日）[373]
  - 夢と感動の宇宙展「宇宙兄弟」ムッタとヒビトが挑んだ空へ！（名古屋市科学館、2015年3月14日 - 5月24日）[374]
- ツキウタ。THE ANIMATION 音声入り目覚まし時計 B:新&葵&陽&夜（皐月葵）
- プリントシール機『声プリ Special プリステラ』（あんどー）
- 創作応援アプリ *exe2045（2020年、lue/n リューン[375]）
- ボイレピ♪ 朝ごはん #3 KENNさんの声で作る「簡単ミルクカレーリゾット」（2020年）[376]
- アオペラ -aoppella!?-（2021年、雁屋園道貴）

## ディスコグラフィ

### シングル
|                | 発売日         | タイトル           | 規格品番   | 規格品番     | 規格品番 | オリコン 最高位 |
| アーティスト盤 | 発売日         | タイトル           | アニメ盤   | アニメイト盤 |          | オリコン 最高位 |
| -------------- | -------------- | ------------------ | ---------- | ------------ | -------- | --------------- |
| 1st            | 2008年5月28日  | 塔頂者たち         |            | AVCA-26510   |          | 62位            |
| 2nd            | 2009年8月14日  | LIVIN' ON THE EDGE | EM2R-00001 |              |          |                 |
| 3rd            | 2011年1月1日   | SLASH!             | EM2R-00003 |              |          |                 |
| 4th            | 2011年8月3日   | THE LIFE           | EM2R-00004 |              |          |                 |
| 5th            | 2011年10月26日 | 東亰浪漫譚         | FVCG-1178  | 104位        |          |                 |
| 6th            | 2012年11月28日 | Pieces of My Wish  | FVCG-1217  | FVCG-1218    | 46位     |                 |
| 7th            | 2013年4月24日  | Sanctuary          | FVCG-1235  |              | 50位     |                 |
| 8th            | 2013年10月30日 | 紅ノ夜ノ唄/Eidolon |            | FVCG-1269    | 27位     |                 |
| 9th            | 2015年8月31日  | Dance in the Light | MESC-157   | MESC-156     | ANI-1271 | 11位            |
| 10th           | 2016年9月14日  | 約束               | MESC-201   | MESC-200     | ANI-1404 | 41位            |
| 11th           | 2019年1月30日  | 月灯りの狂詩曲     | USSW-0148  | USSW-0149    |          | 15位            |
| 12th           | 2019年7月24日  | 一夜ノ永遠ニ君想フ | USSW-0190  |              |          | 20位            |
| 13th           | 2021年12月1日  | Love Story         | USSW-0327  | 25位         |          |                 |

### アルバム
|     | 発売日        | タイトル         | 規格品番  | オリコン最高位 |
| --- | ------------- | ---------------- | --------- | -------------- |
| 1st | 2014年5月28日 | KENN VOCAL ALBUM | FVCG-1299 | 35位           |

### 映像作品
- KENN LIVE 0806〜THIRD STAGE〜

### その他
- 手作りCD「超新人LIVEMEN」※べしゃりライヴ会場限定発売（KENN、豊永利行、堀田勝、髙木俊）[注 18]
  - TACOS NAOMI 1st Album『WORKS』収録曲「風に抱かれて」

### The NaB's名義
シングル
|            | 発売日         | タイトル           | 規格品番   | 規格品番   | オリコン 最高位 |
| 初回限定盤 | 発売日         | タイトル           | 通常盤     |            | オリコン 最高位 |
| ---------- | -------------- | ------------------ | ---------- | ---------- | --------------- |
| 1st        | 2004年4月21日  | believe            | -          | POCE-7404  | 85位            |
| 5th        | 2005年09月22日 | Wake Up Your Heart | MJCD-23008 | MJCD-23009 | 128位           |

アルバム
|     | 発売日       | タイトル | 規格品番 | オリコン 最高位 |
| --- | ------------ | -------- | -------- | --------------- |
| 1st | 2006年9月6日 | NAKED!   | DWJ-3003 | 圏外            |

映像作品
- Will Be There（The NaB's）

### タイアップ曲
| 楽曲                 | タイアップ                                                               | 時期   |
| -------------------- | ------------------------------------------------------------------------ | ------ |
| believe              | テレビアニメ『キン肉マンII世 ULTIMATE MUSCLE』オープニングテーマ         | 2004年 |
| Wake Up Your Heart   | テレビアニメ『遊☆戯☆王デュエルモンスターズGX』エンディングテーマ         | 2005年 |
| 塔頂者たち           | テレビアニメ『ドルアーガの塔 〜the Aegis of URUK〜』エンディングテーマ   | 2008年 |
| 東亰浪漫譚           | ゲーム『明治東亰恋伽』主題歌                                             | 2011年 |
| Pieces of My Wish    | テレビ朝日『Break Out』11月度エンディングテーマ                          | 2012年 |
| Sanctuary            | PSPゲーム『しらつゆの怪』挿入歌                                          | 2013年 |
| 紅ノ夜ノ唄           | PSPゲーム『明治東亰恋伽』主題歌                                          | 2013年 |
| 星降ル夜、僕ノワルツ | PSPゲーム『明治東亰恋伽』エンディングテーマ                              | 2013年 |
| Eidolon              | PSPゲーム『Jewelic Nightmare』オープニングテーマ                         | 2013年 |
| Dance in the Light   | 劇場アニメ『劇場版 明治東亰恋伽 〜弦月の小夜曲〜』主題歌                 | 2015年 |
| 約束                 | 劇場アニメ『劇場版 明治東亰恋伽 〜花鏡の幻想曲〜』主題歌                 | 2016年 |
| 御伽噺parallaxe      | スマートフォンゲーム『明治東亰恋伽〜ハヰカラデヱト〜』オープニングテーマ | 2018年 |
| 月灯りの狂詩曲       | テレビアニメ『明治東亰恋伽』オープニングテーマ                           | 2019年 |
| 一夜ノ永遠ニ君想フ   | ドラマ『明治東亰恋伽』主題歌                                             | 2019年 |
| 彼ハ誰ノ空           | 映画『明治東亰恋伽』主題歌                                               | 2019年 |

### キャラクターソング
| 発売日   | 商品名                                                                                          | 歌 | 楽曲 | 備考                                                                      |
| 2009年   | 2009年                                                                                          | 2009年 | 2009年 | 2009年                                                                    |
| -------- | ----------------------------------------------------------------------------------------------- | --- | --- | ------------------------------------------------------------------------- |
| 3月25日  | 絶頂（クライマックス）HEAVEN                                                                    | 天（KENN）と千（前野智昭） | 「絶頂HEAVEN」 | ゲーム『VitaminZ』オープニングテーマ                                      |
| 3月25日  | 絶頂（クライマックス）HEAVEN                                                                    | 天（KENN）と千（前野智昭） | 「BRAND NEW DAY」 | ゲーム『VitaminZ』エンディングテーマ                                      |
| 3月25日  | 絶頂（クライマックス）HEAVEN                                                                    | 天（KENN） | 「BRAND NEW DAY」 | ゲーム『VitaminZ』関連曲                                                  |
| 4月24日  | 断罪のマリア キャラクターソングアルバム gran jubilee vol.1 〜魂の拍動編〜                       | ジョーカー（KENN） | 「Honey Moon Mystery Tour」                                                                                                 | PCゲーム『断罪のマリア』関連曲                                            |
| 7月18日  | VELVET UNDERWORLD Fragment Parson+animation 03 DRY                                              | ドライ（KENN） | 「Labyrinth」 | 『VELVET UNDERWORLD』関連曲                                               |
| 10月21日 | montage                                                                                         | 六本木史（KENN）、新宿凛太郎（置鮎龍太郎）、汐留行（梶裕貴）、両国逸巳（森田成一） | 「montage」 | テレビアニメ『ミラクル☆トレイン〜大江戸線へようこそ〜』オープニングテーマ |
| 10月21日 | montage                                                                                         | 六本木史（KENN） | 「YELL from 42.3」 | テレビアニメ『ミラクル☆トレイン』関連曲                                   |
| 11月25日 | ミラクル☆トレイン キャラクターソング Vol.1 六本木史                                             | 六本木史（KENN） | 「Platform × Naturally」 「線路は走るよ6の字に〜大江戸線へようこそ〜」                                                      | テレビアニメ『ミラクル☆トレイン』関連曲                                   |
| 2010年   |                                                                                                 | | |                                                                           |
| 6月16日  | VitaminZ Revolution「本能（バーニング）ハリケーン」                                             | 天（KENN）と千（前野智昭） | 「本能ハリケーン」 | ゲーム『VitaminZ』オープニングテーマ                                      |
| 6月16日  | VitaminZ Revolution「本能（バーニング）ハリケーン」                                             | 天（KENN）と千（前野智昭） | 「Made in Love」 | ゲーム『VitaminZ』エンディングテーマ                                      |
| 6月16日  | VitaminZ Revolution「本能（バーニング）ハリケーン」                                             | 天（KENN） | 「本能ハリケーン」 | ゲーム『VitaminZ』関連曲                                                  |
| 6月23日  | Scared Rider XechS CHARACTER CD〜LOVELESS BLUE DISC〜「彷徨えるヒステリックラヴァー」           | カズキ（高橋広樹）× ヒジリ（KENN） | 「彷徨えるヒステリックラヴァー」                                                                                            | ゲーム『スカーレッドライダーゼクス』関連曲                                |
| 6月23日  | Scared Rider XechS CHARACTER CD〜LOVELESS BLUE DISC〜「彷徨えるヒステリックラヴァー」           | ヒジリ（KENN） | 「彷徨えるヒステリックラヴァー」                                                                                            | ゲーム『スカーレッドライダーゼクス』関連曲                                |
| 7月21日  | 家庭教師ヒットマンREBORN! キャラクターアルバム SONG "RED" 〜famiglia〜                          | ディーノ（KENN） | 「Be more」 | テレビアニメ『家庭教師ヒットマンREBORN!』関連曲                           |
| 7月22日  | Scared Rider Xechs SOUND Collection                                                             | 無月ヒジリ（KENN） | 「ROAD OF GOLD」 | ゲーム『スカーレッドライダーゼクス』エンディングテーマ                    |
| 9月15日  | 家庭教師ヒットマンREBORN! 公式キャラソンSINGLE大全集III                                         | 沢田綱吉withボンゴレファミリー | 「未来の大空へ」 | テレビアニメ『家庭教師ヒットマンREBORN!』関連曲                           |
| 10月27日 | 黒執事II キャラクターソング 10 「新死神、軽唱」                                                 | ロナルド・ノックス（KENN） | 「LIBERTY★PARTY」 「口説き文句じゃなくて」                                                                                  | テレビアニメ『黒執事II』関連曲                                            |
| 2011年   |                                                                                                 | | |                                                                           |
| 1月26日  | Scared Rider XechS DRAMATIC CHARACTER CD Vol.1                                                  | 無月ヒジリ（KENN） | 「咎濡れのkyrie」 | ゲーム『スカーレッドライダーゼクス』関連曲                                |
| 3月14日  | VitaminXtoZ RED-SKY                                                                             | 翼（鈴木達央）と天（KENN） | 「激X烈（ダブルレッド）Zone」                                                                                               | ゲーム『VitaminXtoZ』オープニングテーマ                                   |
| 3月14日  | VitaminXtoZ RED-SKY                                                                             | 天（KENN） | 「激X烈（ダブルレッド）Zone」                                                                                               | ゲーム『VitaminXtoZ』関連曲                                               |
| 6月23日  | Scared Rider XechS -STARDUST LOVERS- アニメイト限定版特典CD                                     | ヒジリ（KENN） × エピフォン（藤原祐規） | 「RISE」 | ゲーム『スカーレッドライダーゼクス -STARDUST LOVERS-』関連曲              |
| 7月20日  | プリティーリズム・オーロラドリーム ライブチック・キャラクターソングCD act.4「1/1000永遠の美学」 | Callings | 「1/1000永遠の美学」 | テレビアニメ『プリティーリズム・オーロラドリーム』挿入歌                  |
| 8月31日  | Scared Rider XechS -STARDUST LOVERS- テーマソング                                               | 無月ヒジリ（KENN） | 「Soul Elevation」 | ゲーム『スカーレッドライダーゼクス -STARDUST LOVERS-』オープニングテーマ  |
| 9月22日  | ぺらぶ! A cappella love!? ♭1 〜夏服サイドストーリーズ〜                                         | 井之上義哉（木村良平）、片桐隼人（細谷佳正）、有坂圭一郎（前野智昭）、時枝あゆむ（KENN）、光永千紘（柿原徹也） | 「リルハピデイズ」 | ドラマCD『ぺらぶ! A cappella love!? ♭1 〜夏服サイドストーリーズ〜』関連曲 |
| 2012年   |                                                                                                 | | |                                                                           |
| 3月16日  | プリティーリズム・オーロラドリーム プリズム☆ミュージックコレクション                            | Callings | 「愛しのティンカーベル」 | テレビアニメ『プリティーリズム・オーロラドリーム』挿入歌                  |
| 4月25日  | Scared Rider Xechs DREAM COLLABORATION CD vol.5                                                 | ヒジリ（KENN） × エピフォン（藤原祐規） | 「Don't shed any tears」 | ゲーム『スカーレッドライダーゼクス』関連曲                                |
| 5月30日  | Scared Rider XechS 1＋FD ポータブル テーマソングCD                                              | メインスタンス | 「Dan-Gun-XechS」 | ゲーム『スカーレッドライダーゼクス』オープニングテーマ                    |
| 5月30日  | Scared Rider XechS 1＋FD ポータブル テーマソングCD                                              | ヨウスケ（鈴木達央）、ヒジリ（KENN） | 「Rock'n★Roll★Driller」 | ゲーム『スカーレッドライダーゼクス 1＋FD』関連曲                          |
| 5月30日  | Scared Rider XechS 1＋FD ポータブル テーマソングCD                                              | ヒジリ（KENN） | 「YOU」 | ゲーム『スカーレッドライダーゼクス 1＋FD』エンディングテーマ              |
| 6月1日   | へらぶ! a cappella love!? 〜ぺらぶっく〜                                                        | 井之上義哉（木村良平）、片桐隼人（細谷佳正）、有坂圭一郎（前野智昭）、時枝あゆむ（KENN）、光永千紘（柿原徹也） | 「毎日がアニバーサリー」 | CD付きブック『へらぶ! a cappella love!? 〜ぺらぶっく〜』関連曲            |
| 7月11日  | VitaminZ Character Song CD 百歌繚乱 其の壱 〜天十郎 / 千聖〜                                    | 成宮天十郎（KENN） | 「TENKAMUTEKI」 | ゲーム『VitaminZ』関連曲                                                  |
| 8月22日  | VitaminZ Character Song CD 百歌繚乱 其の禄 〜VitaminZのテーマ〜                                 | A4+P2 | 「愛してるZ!!!!!!」 | ゲーム『VitaminZ』関連曲                                                  |
| 11月21日 | 銀河へキックオフ!! キャラクターソングアルバム 三つ子の悪魔編                                    | 降矢虎太（KENN） | 「Like A Tiger」 | テレビアニメ『銀河へキックオフ!!』関連曲                                  |
| 12月26日 | Steel Your Heart/恋色ミラクル                                                                   | Glass Heart Prince | 「Steel Your Heart」 | ゲーム『Glass Heart Princess』オープニングテーマ                          |
| 12月26日 | Steel Your Heart/恋色ミラクル                                                                   | Glass Heart Prince | 「恋色ミラクル」 | ゲーム『Glass Heart Princess』エンディングテーマ                          |
| 2013年   |                                                                                                 | | |                                                                           |
| 1月23日  | 銀河へキックオフ!! キャラクターソングアルバム 桃山プレデター編                                  | 降矢虎太（KENN） | 「Again」 | テレビアニメ『銀河へキックオフ!!』関連曲                                  |
| 1月23日  | Glass Heart Princess サウンドトラック Plus                                                      | 柾木真之介（KENN） | 「Steel Your Heart」 「恋色ミラクル」                                                                                       | ゲーム『Glass Heart Princess』関連曲                                      |
| 1月25日  | 断罪のマリア ソング ラ・カンパネラ vol.3 「トランス・ゲーム」                                   | ジョーカー（KENN） | 「トランス・ゲーム」 | ゲーム『断罪のマリア ラ・カンパネラ』関連曲                               |
| 1月31日  | 解禁（ROMANCING）DESTINY                                                                        | 天（KENN）と千（前野智昭） | 「解禁（ROMANCING）DESTINY」                                                                                                | ゲーム『VitaminZ Graduation』オープニングテーマ                           |
| 1月31日  | 解禁（ROMANCING）DESTINY                                                                        | 天（KENN）と千（前野智昭） | 「Sweet Home」 | ゲーム『VitaminZ Graduation』エンディングテーマ                           |
| 1月31日  | 解禁（ROMANCING）DESTINY                                                                        | 天（KENN） | 「解禁（ROMANCING）DESTINY」                                                                                                | ゲーム『VitaminZ Graduation』関連曲                                       |
| 2月13日  | 100万回の愛革命（REVOLUTION）!                                                                  | MARGINAL#4 | 「100万回の愛革命（REVOLUTION）!」 「超（SUPER）弾丸ラヴァー」                                                              | 『MARGINAL#4』関連曲                                                      |
| 2月13日  | 100万回の愛革命（REVOLUTION）!                                                                  | 野村エル（KENN）、野村アール（鈴木裕斗） | 「燃えよ! LOVE★MUSCLE」 | 『MARGINAL#4』関連曲                                                      |
| 5月10日  | ツキウタ。5月 皐月葵 「カルミアと五月雨」                                                       | 皐月葵（KENN） | 「カルミアと五月雨」 「こいのぼり」                                                                                         | 『ツキウタ。』関連曲                                                      |
| 5月15日  | Scared Rider XechS TWIN VOCAL CD                                                                | 霧澤タクト（宮野真守）、無月ヒジリ（KENN） | 「STARDUST LOVERS」 | ゲーム『スカーレッドライダーゼクス』関連曲                                |
| 7月31日  | 14 to 1                                                                                         | ASAHINA Bros.+JULI | 「14 to 1」 | テレビアニメ『BROTHERS CONFLICT』エンディングテーマ                       |
| 8月14日  | LOVE★SAVIOR                                                                                     | MARGINAL#4 | 「LOVE★SAVIOR」 「We're EGOISTIC STAR」                                                                                     | 『MARGINAL#4』関連曲                                                      |
| 8月14日  | LOVE★SAVIOR                                                                                     | 野村エル（KENN）、野村アール（鈴木裕斗） | 「恋せよ乙女！」 | 『MARGINAL#4』関連曲                                                      |
| 9月18日  | HUNTER×HUNTER セレクト×ベスト×α                                                                 | フィンクス（KENN） | 「Cycless Wind」 | テレビアニメ『HUNTER×HUNTER』キャラクターソング                           |
| 9月20日  | テレビアニメ『BROTHERS CONFLICT』Blu-ray&DVD 第2巻 初回限定版特典CD                             | 朝日奈風斗（KENN） | 「GET READY TONIGHT!」 | テレビアニメ『BROTHERS CONFLICT』挿入歌                                   |
| 9月20日  | テレビアニメ『BROTHERS CONFLICT』Blu-ray&DVD 第2巻 初回限定版特典CD                             | 朝日奈風斗（KENN） | 「1 to 1」 | テレビアニメ『BROTHERS CONFLICT』関連曲                                   |
| 9月27日  | 断罪のマリア Complete Edition 主題歌「Meteorite Cry 〜叫ぶ流星〜」                              | ジョーカー（KENN） | 「Meteorite Cry 〜叫ぶ流星〜」                                                                                              | ゲーム『断罪のマリア』主題歌                                              |
| 10月23日 | 『BROTHERS CONFLICT』 キャラクターソング コンセプトミニアルバム (2) 「コ☆ド☆モ」                | 琉生（武内健）、昴（小野大輔）、祈織（浪川大輔）、侑介（細谷佳正）、風斗（KENN）、弥（梶裕貴）、ジュリ（神谷浩史） | 「挑発 Machine☆Gun」 | テレビアニメ『BROTHERS CONFLICT』関連曲                                   |
| 10月23日 | 『BROTHERS CONFLICT』 キャラクターソング コンセプトミニアルバム (2) 「コ☆ド☆モ」                | 侑介（細谷佳正）、風斗（KENN） | 「Kiss&Cry」 | テレビアニメ『BROTHERS CONFLICT』関連曲                                   |
| 10月23日 | 『BROTHERS CONFLICT』 キャラクターソング コンセプトミニアルバム (2) 「コ☆ド☆モ」                | 棗（前野智昭）、風斗（KENN） | 「ONE」 | テレビアニメ『BROTHERS CONFLICT』関連曲                                   |
| 11月6日  | キミ専用（ONLY）HERO!!!                                                                         | -8 | 「キミ専用(ONLY)HERO!!!」                                                                                                   | ゲーム『-8』オープニングテーマ                                            |
| 11月6日  | キミ専用（ONLY）HERO!!!                                                                         | -8 | 「Beginning of Love」 | ゲーム『-8』エンディングテーマ                                            |
| 11月6日  | 『剣が君』 主題歌 「軌跡」                                                                      | 九十九丸（小野友樹）、螢（KENN） | 「軌跡」 | ゲーム『剣が君』オープニングテーマ                                        |
| 11月13日 | Dream Days!/恋色フォーエバー                                                                    | 柾木真之介（KENN） & 道明寺凱（松岡禎丞） | 「Dream Days!」 | ゲーム『Glass Heart Princess:PLATINUM』オープニングテーマ                 |
| 11月13日 | Dream Days!/恋色フォーエバー                                                                    | 柾木真之介（KENN） & 道明寺凱（松岡禎丞） | 「恋色フォーエバー」 | ゲーム『Glass Heart Princess:PLATINUM』エンディングテーマ                 |
| 11月13日 | Dream Days!/恋色フォーエバー                                                                    | 柾木真之介（KENN） | 「Dream Days!」 「恋色フォーエバー」                                                                                        | ゲーム『Glass Heart Princess:PLATINUM』関連曲                             |
| 11月27日 | MASQUERADE                                                                                      | MARGINAL#4 | 「MASQUERADE」 「OVER THE RAINBOW」                                                                                         | 『MARGINAL#4』関連曲                                                      |
| 11月27日 | MASQUERADE                                                                                      | 藍羽ルイ（高橋直純）、野村エル（KENN） | 「O/Z」 | 『MARGINAL#4』関連曲                                                      |
| 12月12日 | 愛=革命（アイハデッドオアラブ）                                                                 | 天（KENN）と千（前野智昭） | 「愛=革命（アイハデッドオアラブ）」                                                                                         | ゲーム『VitaminZ Revolution』オープニングテーマ                           |
| 12月12日 | 愛=革命（アイハデッドオアラブ）                                                                 | 天（KENN）と千（前野智昭） | 「Made in Love（Music Box ver.）」                                                                                          | ゲーム『VitaminZ Revolution』関連曲                                       |
| 12月12日 | 愛=革命（アイハデッドオアラブ）                                                                 | 天（KENN） | 「愛=革命（アイハデッドオアラブ）」                                                                                         | ゲーム『VitaminZ Revolution』関連曲                                       |
| 2014年   |                                                                                                 | | |                                                                           |
| 1月8日   | 『境界の彼方』 キャラクターソングシリーズVol.2 神原秋人×名瀬博臣                                | 神原秋人（KENN） | 「AS IT IS」 | テレビアニメ『境界の彼方』関連曲                                          |
| 1月8日   | 『境界の彼方』 キャラクターソングシリーズVol.2 神原秋人×名瀬博臣                                | 神原秋人（KENN） × 名瀬博臣（鈴木達央） | 「Welcome to THE WORLD!」                                                                                                   | テレビアニメ『境界の彼方』関連曲                                          |
| 1月29日  | 『-8』 キャラクターソング+ドラマ                                                                | 倉持青葉（KENN）、宇多野准（小野友樹） | 「NO FUTURE,NO LIFE?」 | ゲーム『-8』関連曲                                                        |
| 2月26日  | めいこいキャラクターソングシリーズ ロマネスクレコード 其ノ壱 「忘却イルミネヰト」               | 森鷗外（浪川大輔）、菱田春草（KENN） | 「忘却イルミネヰト」 | ゲーム『明治東亰恋伽』関連曲                                              |
| 3月7日   | Photograph Journey 〜in Nagasaki〜                                                              | 七種瑞樹（KENN） | 「Missing You」 | 『Photograph Journey』イメージソング                                      |
| 4月23日  | MARGINAL#4 THE BEST 『STAR CLUSTER』                                                            | MARGINAL#4 | 「STAR SYMPHONY#4」 「もう涙を隠さないで」                                                                                  | 『MARGINAL#4』関連曲                                                      |
| 5月28日  | テレビアニメ『サムライフラメンコ』 Blu-ray&DVD vol.6 完全生産限定版特典CD                       | サムライ戦隊フラメンジャー | 「オレたちフラメンジャー! 〜サムライ戦隊フラメンジャーのテーマ〜」                                                          | テレビアニメ『サムライフラメンコ』劇中歌                                  |
| 5月30日  | ツキウタ。デュエットシリーズ（年中組1） 卯月新&皐月葵「Rainy Day」                              | 卯月新（細谷佳正） & 皐月葵（KENN） | 「Rainy Day」 | 『ツキウタ。』関連曲                                                      |
| 5月30日  | ツキウタ。デュエットシリーズ（年中組2） 卯月新&皐月葵「月と、星と、まぼろしと」                 | 卯月新（細谷佳正） & 皐月葵（KENN） | 「月と、星と、まぼろしと」                                                                                                  | 『ツキウタ。』関連曲                                                      |
| 7月16日  | CHU CHU LUV♥ SCANDAL                                                                            | MARGINAL#4 | 「CHU CHU LUV♥ SCANDAL」 「愛パラドックス」                                                                                 | 『MARGINAL#4』関連曲                                                      |
| 7月16日  | CHU CHU LUV♥ SCANDAL                                                                            | 桐原アトム（増田俊樹）、野村エル（KENN） | 「DREAM★JUICER」 | 『MARGINAL#4』関連曲                                                      |
| 8月13日  | SRX THE BEST 青盤                                                                               | 錫木カズキ（高橋広樹）、無月ヒジリ（KENN） | 「JIRI-JIRI★HIJIRI-KUN」 | ゲーム『スカーレッドライダーゼクス』関連曲                                |
| 8月29日  | 『Double Score 〜Marguerite×Tulip〜』 限定版特典CD                                              | 橘隆蒼（置鮎龍太郎） & 土夢（KENN） | 「Ageless Love」 | ゲーム『Double Score 〜Marguerite×Tulip〜』オープニングテーマ             |
| 8月29日  | 『Double Score 〜Marguerite×Tulip〜』 限定版特典CD                                              | 土夢（KENN） | 「Eternal Flower」 | ゲーム『Double Score 〜Marguerite×Tulip〜』エンディングテーマ             |
| 8月29日  | 『Double Score 〜Marguerite×Tulip〜』 限定版特典CD                                              | 土夢（KENN） | 「君だけのアイドル」 | ゲーム『Double Score 〜Marguerite×Tulip〜』挿入歌                         |
| 9月10日  | 熱愛（REDHOT）SAGA                                                                              | MARGINAL#4 | 「熱愛（REDHOT）SAGA」 | ゲーム『MARGINAL＃4 IDOL OF SUPERNOVA』主題歌                             |
| 9月10日  | 熱愛（REDHOT）SAGA                                                                              | MARGINAL#4 | 「MyFirstLove」 | 『MARGINAL#4』関連曲                                                      |
| 9月10日  | 熱愛（REDHOT）SAGA                                                                              | 野村エル（KENN）、野村アール（鈴木裕斗） | 「キミとFARAWAY」 | 『MARGINAL#4』関連曲                                                      |
| 9月17日  | 剣が君 キャラクターソング 天之章                                                                | 螢（KENN） | 「面影草」 | ゲーム『剣が君』関連曲                                                    |
| 9月17日  | EXIT TUNES PRESENTS ACTORS2                                                                     | 魚津鯆澄（KENN） | 「ロストワンの号哭」 | コラボCD『ACTORS』関連曲                                                  |
| 10月1日  | ルナティック・キス                                                                              | 菱田春草（KENN）、泉鏡花（岡本信彦） | 「ルナティック・キス」 | ゲーム『明治東亰恋伽 トワヰライト・キス』オープニングテーマ               |
| 10月1日  | ルナティック・キス                                                                              | 菱田春草（KENN）、泉鏡花（岡本信彦） | 「ノスタルジア」 | ゲーム『明治東亰恋伽 トワヰライト・キス』エンディングテーマ               |
| 11月26日 | Re-Quest!                                                                                       | 棗（前野智昭）、侑介（細谷佳正）、風斗（KENN） | 「Re-Quest!」 「Party Parade!」                                                                                             | OVA『BROTHERS CONFLICT』関連曲                                            |
| 12月17日 | Bingo!!!!                                                                                       | MARGINAL#4 | 「Bingo!!!!」 「Missing you（2014）」                                                                                       | 『MARGINAL#4』関連曲                                                      |
| 12月17日 | Bingo!!!!                                                                                       | 藍羽ルイ（高橋直純）、野村エル（KENN） | 「純白（しろ）い恋人」 | 『MARGINAL#4』関連曲                                                      |
| 12月19日 | OVA『BROTHERS CONFLICT』第1巻「聖夜」 特典CD                                                    | 雅臣（興津和幸）、要（諏訪部順一）、光（岡本信彦）、棗（前野智昭）、侑介（細谷佳正）、風斗（KENN） | 「Brand New Venus」 「O・HA・YO」                                                                                           | OVA『BROTHERS CONFLICT』関連曲                                            |
| 2015年   |                                                                                                 | | |                                                                           |
| 1月21日  | 『剣が君 for V』 主題歌 「鼓動」                                                                | 九十九丸（小野友樹）、螢（KENN） | 「鼓動」 | ゲーム『剣が君 for V』オープニングテーマ                                  |
| 1月28日  | I LOVE YOUが聞こえない                                                                          | ASAHINA Bros.+JULI | 「I LOVE YOUが聞こえない」                                                                                                  | OVA『BROTHERS CONFLICT』エンディングテーマ                                |
| 2月4日   | ACTORS - Extra Edition 5 -feat.鷹翌、竜之介、鯆澄、一兎                                         | 魚津鯆澄（KENN） | 「青」 | コラボCD『ACTORS』関連曲                                                  |
| 2月6日   | 熱狂（HEARTBEAT）ROCK                                                                           | 天（KENN）と千（前野智昭） | 「熱狂（HEARTBEAT）ROCK」                                                                                                   | ゲーム『VitaminZ』関連曲                                                  |
| 2月6日   | 熱狂（HEARTBEAT）ROCK                                                                           | 天（KENN） | 「熱狂（HEARTBEAT）ROCK」                                                                                                   | ゲーム『VitaminZ』関連曲                                                  |
| 2月25日  | バラエティCD 金色のコルダ3 AnotherSky feat.函館天音学園                                         | ソラ（KENN）、トーノ（前野智昭）、ニア（佐藤朱） | 「LILA LAVANDULA LILA」 | ゲーム『金色のコルダ』関連曲                                              |
| 2月25日  | バラエティCD 金色のコルダ3 AnotherSky feat.函館天音学園                                         | 冥加玲士（日野聡）、天宮静（宮野真守）、七海宗介（増田ゆき）、氷渡貴史（三浦祥朗）、如月響也（福山潤）、ソラ（KENN）、トーノ（前野智昭）、ニア（佐藤朱） | 「LILA LAVANDULA LILA」 | ゲーム『金色のコルダ』関連曲                                              |
| 2月25日  | バラエティCD 金色のコルダ3 AnotherSky feat.函館天音学園                                         | ソラ（KENN） | 「LILA LAVANDULA LILA」 「夜空のナイル」                                                                                    | ゲーム『金色のコルダ』関連曲                                              |
| 2月27日  | ツキウタ。シリーズ Six Gravity ユニット曲「GRAVITY!」                                           | Six Gravity | 「GRAVITY!」 | 『ツキウタ。』ユニットソング                                              |
| 3月4日   | ACTORS - Deluxe Duet Edition -                                                                  | 鯆澄（KENN） × 一兎（逢坂良太） | 「アカツキアライヴァル」 | コラボCD『ACTORS』関連曲                                                  |
| 4月8日   | MARGINAL#4 THE BEST 『STAR CLUSTER2』                                                           | MARGINAL#4 | 恋のAKQJ10（ロイヤルフラッシュ）! 「Rock★Scissors★Paper Go!!!!」                                                            | 『MARGINAL#4』関連曲                                                      |
| 4月22日  | I Doll U                                                                                        | Re;Rise | 「I Doll U」 | ゲーム『I DOLL U』主題歌                                                  |
| 7月15日  | UFO                                                                                             | MARGINAL#4 | 「UFO」 「星祭り〜ラララのまーじなる音頭〜」                                                                                | 『MARGINAL#4』関連曲                                                      |
| 7月15日  | UFO                                                                                             | 野村エル（KENN）、野村アール（鈴木裕斗） | 「真夏のジャスティス」 | 『MARGINAL#4』関連曲                                                      |
| 8月5日   | 『I DOLL U』 キャラクターソロソングシリーズ 「You Need Me」                                     | 御神ルカ（KENN） | 「You Need Me」 「I Doll U」                                                                                                | ゲーム『I DOLL U』関連曲                                                  |
| 8月19日  | 『喧嘩番長 乙女』キャラクターソングCD 第一弾                                                    | 箕輪斗々丸（KENN） | 「T.O.P!」 | ゲーム『喧嘩番長 乙女』関連曲                                             |
| 8月24日  | MONSTER GENERATiON                                                                              | IDOLiSH7 | 「MONSTER GENERATiON」 | ゲーム『アイドリッシュセブン』関連曲                                      |
| 9月16日  | ボーイフレンド（仮）キャラクターCDシリーズ vol.7 周圭斗&喜多川翔太&桑門碧&廣瀬櫂                | 喜多川翔太（KENN） | 「心ツナガルエール」 | ゲーム『ボーイフレンド（仮）』関連曲                                      |
| 9月16日  | インペリアル サガ オリジナル・サウンドトラック                                                  | ロビン（KENN）、偽ロビン（杉田智和） | 「いざゆけ！怪傑ロビン」 「いざゆけ！怪傑ロビン (マカロニver.)」                                                            | ゲーム『インペリアル サガ』怪傑ロビンのテーマアニメPV曲                   |
| 9月18日  | ツキウタ。シリーズ 皐月葵2 「ハルカゼとヒバリ」                                                 | 皐月葵（KENN） | 「ハルカゼとヒバリ」 「YES！」                                                                                              | 『ツキウタ。』関連曲                                                      |
| 9月30日  | Ready Go!!                                                                                      | 片桐金太郎（KENN） | 「Ready Go!!」 | ゲーム『ゆのはなSpRING!』オープニングテーマ                               |
| 9月30日  | Ready Go!!                                                                                      | 片桐金太郎（KENN） | 「茜色」 | ゲーム『ゆのはなSpRING!』エンディングテーマ                               |
| 10月5日  | miss you...                                                                                     | MEZZO" | 「miss you...」 | ゲーム『アイドリッシュセブン』関連曲                                      |
| 10月28日 | 『剣が君 for V』 二重唱（デュエットソング） 日輪之章                                            | 九十九丸（小野友樹）、螢（KENN） | 「真愛」 「真愛〜螢〜」 | ゲーム『剣が君 for V』関連曲                                              |
| 10月28日 | ☆SHOW TIME 4☆空閑愁&虎石和泉                                                                    | 虎石和泉（KENN） | 「Honey!Honey!Trap!」 | テレビアニメ『スタミュ』関連曲                                            |
| 11月4日  | ☆SHOW TIME 5☆team鳳&team柊                                                                      | team柊 | 「Caribbean Groove」 | テレビアニメ『スタミュ』挿入歌                                            |
| 11月11日 | ☆SHOW TIME 6☆team鳳&team柊                                                                      | team柊 | 「アヤナギ・ショウ・タイム」                                                                                                | テレビアニメ『スタミュ』挿入歌                                            |
| 11月11日 | Yo-Ho!!                                                                                         | MARGINAL#4 | 「Yo-Ho!!」 「MIRACLE WORLD」                                                                                               | 『MARGINAL#4』関連曲                                                      |
| 11月11日 | Yo-Ho!!                                                                                         | 桐原アトム（増田俊樹）、野村エル（KENN） | 「Oh My WOLF♥BOY」 | 『MARGINAL#4』関連曲                                                      |
| 11月18日 | ☆SHOW TIME 7☆team柊&辰己琉唯×申渡栄吾                                                           | team柊 | 「スター・オブ・スター！」                                                                                                  | テレビアニメ『スタミュ』挿入歌                                            |
| 11月25日 | スカーレッドライダーゼクス Rev. テーマソングCD                                                  | 無月ヒジリ（KENN） | 「Our Song」 | ゲーム『スカーレッドライダーゼクス Rev.』エンディングテーマソング         |
| 12月2日  | MONSTER GENERATiON                                                                              | IDOLiSH7 | 「MONSTER GENERATiON」 「Joker Flag」 「MEMORiES MELODiES」                                                                 | ゲーム『アイドリッシュセブン』関連曲                                      |
| 12月18日 | テレビアニメ『アルスラーン戦記』 Blu-ray/DVD 第6巻 初回限定生産特典CD                           | ギーヴ（KENN） | 「言の羽 音の空」 | テレビアニメ『アルスラーン戦記』関連曲                                    |
| 2016年   |                                                                                                 | | |                                                                           |
| 1月13日  | I DOLL U -Complete Music Disc-                                                                  | Re;Rise | 「I Doll U」 | ゲーム『I DOLL U』主題歌                                                  |
| 1月13日  | I DOLL U -Complete Music Disc-                                                                  | 御神ルカ（KENN） | 「You Need Me」 | ゲーム『I DOLL U』関連曲                                                  |
| 1月13日  | I DOLL U -Complete Music Disc-                                                                  | ルカ（KENN） × レオ（下野紘）× セイヤ（細谷佳正） | 「I Doll U -idol version-」                                                                                                 | ゲーム『I DOLL U』関連曲                                                  |
| 1月27日  | ディア♥ヴォーカリスト エントリーNo.4 シエル                                                     | シエル（KENN） | 「BLACK ANTHEM」 「LUV（Your）STiNG」                                                                                       | カレはヴォーカリスト♥CD『ディア♥ヴォーカリスト』関連曲                    |
| 2月12日  | GOOD NIGHT AWESOME                                                                              | IDOLiSH7 | 「GOOD NIGHT AWESOME」 | ゲーム『アイドリッシュセブン』関連曲                                      |
| 3月9日   | ボーイフレンド（仮）キャラクターソングアルバムvol.2                                             | 周圭斗（立花慎之介）、喜多川翔太（KENN）、桑門碧（日野聡）、廣瀬櫂（保志総一朗） | 「wonderful happiness」 | ゲーム『ボーイフレンド（仮）』関連曲                                      |
| 3月9日   | ボーイフレンド（仮）キャラクターソングアルバムvol.2                                             | 喜多川翔太（KENN） | 「心ツナガルエール」 | ゲーム『ボーイフレンド（仮）』関連曲                                      |
| 3月9日   | IV（For）AILE                                                                                   | MARGINAL#4 | 「IV（For）AILE」 「愛♥相感図」                                                                                             | 『MARGINAL#4』関連曲                                                      |
| 3月9日   | IV（For）AILE                                                                                   | 藍羽ルイ（高橋直純）、野村エル（KENN） | 「To Be Loved」 | 『MARGINAL#4』関連曲                                                      |
| 3月23日  | アイ★チュウ1stフルアルバム『soleil』                                                            | F∞F | 「I am a HERO!」 「咲いては散る花のように」                                                                                 | ゲーム『アイ★チュウ』関連曲                                               |
| 3月30日  | ヴォーカル集 金色のコルダ3&AnotherSkyシリーズ                                                   | ソラ（KENN） & トーノ（前野智昭） | 「ホシユメメグリ〜星夢循環〜」                                                                                              | ゲーム『金色のコルダ』関連曲                                              |
| 5月11日  | MEZZO" 1stシングル「恋のかけら」                                                                | MEZZO" | 「恋のかけら」 「miss you…」                                                                                                | ゲーム『アイドリッシュセブン』関連曲                                      |
| 5月18日  | キミにマジきゅんっ！                                                                            | 一条寺帝歌（梅原裕一郎）、墨ノ宮葵（KENN）、帯刀凛太郎（小野友樹）、庵條瑠衣（羽多野渉）、土筆もね（蒼井翔太）、響奏音（江口拓也） | 「キミにマジきゅんっ！」 | 『マジきゅんっ!ルネッサンス』テーマソング                                 |
| 5月18日  | キミにマジきゅんっ！                                                                            | 一条寺帝歌（梅原裕一郎）、墨ノ宮葵（KENN）、帯刀凛太郎（小野友樹）、庵條瑠衣（羽多野渉）、土筆もね（蒼井翔太）、響奏音（江口拓也） | 「Magical Flower」 | ゲーム『マジきゅんっ！ルネッサンス』主題歌                                |
| 6月8日   | MY♥MILKY♥WAY 1stシングル「まじかるルルルル♪」                                                   | MY♥MILKY♥WAY | 「まじかるルルルル♪」 「カガミノナカ」                                                                                      | 『MARGINAL#4』関連曲                                                      |
| 6月15日  | EXIT TUNES PRESENTS ACTORS5                                                                     | 魚津鯆澄（KENN） | 「S・K・Y」 | コラボCD『ACTORS』関連曲                                                  |
| 6月22日  | めいこいキャラクターソングシリーズ ロマネスクレコード2 其の弐「飛花落葉」                       | 菱田春草（KENN） | 「飛花落葉」 | ゲーム『明治東亰恋伽』関連曲                                              |
| 6月22日  | MARGINAL#4 THE BEST 『STAR CLUSTER3』                                                           | MARGINAL#4 | 「ギラギラSpider」 「Rebirth」                                                                                              | 『MARGINAL#4』関連曲                                                      |
| 6月22日  | ベストアルバム連動購入特典CD                                                                    | ピタゴラス★オールスター | 「奇跡の星座（Sign）」 | 『MARGINAL#4』関連曲                                                      |
| 6月29日  | 喧嘩番長 乙女 Themesong & Soundtrack                                                            | 箕輪斗々丸（KENN）、金春貴之（蒼井翔太） | 「愛する者へ捧ぐように」 | ゲーム『喧嘩番長 乙女』主題歌                                             |
| 7月7日   | NATSU☆しようぜ！                                                                                | IDOLiSH7 | 「NATSU☆しようぜ！」 | ゲーム『アイドリッシュセブン』関連曲                                      |
| 7月7日   | NATSU☆しようぜ！                                                                                | IDOLiSH7 feat.TRIGGER | 「NATSU☆しようぜ！」 | ゲーム『アイドリッシュセブン』関連曲                                      |
| 7月20日  | アイ★チュウ creation 01.F∞F                                                                     | F∞F | 「We are I★CHU!」 「イッちゃいそうだよ」                                                                                    | ゲーム『アイ★チュウ』関連曲                                               |
| 7月27日  | OVA「スタミュ」第1巻 特典CD                                                                     | team柊 | 「C☆ngratulations!」 | OVA『スタミュ』エンディングテーマ                                         |
| 7月27日  | OVA「スタミュ」第1巻 特典CD                                                                     | 空閑愁（前野智昭） & 虎石和泉（KENN） | 「HEROISM++」 | OVA『スタミュ』関連曲                                                     |
| 8月24日  | old revelation                                                                                  | 無月ヒジリ（KENN） | 「old revelation」 | テレビアニメ『スカーレッドライダーゼクス』エンディングテーマ              |
| 8月24日  | i7                                                                                              | IDOLiSH7 | 「Perfection Gimmick」 「GOOD NIGHT AWESOME」 「RESTART POiNTER」 「THE FUNKY UNIVERSE」 「THANK YOU FOR YOUR EVERYTHING!」 | ゲーム『アイドリッシュセブン』関連曲                                      |
| 8月26日  | 『ツキウタ。 THE ANIMATION』主題歌                                                              | Six Gravity | 「GRAVITIC-LOVE」 | テレビアニメ『ツキウタ。 THE ANIMATION』オープニングテーマ                |
| 9月14日  | MY♥MILKY♥WAY 2ndシングル「カシマシLOVE」                                                        | MY♥MILKY♥WAY | 「カシマシLOVE」 「Hand in Hand」                                                                                           | 『MARGINAL#4』関連曲                                                      |
| 9月21日  | OVA「スタミュ」第2巻 特典CD                                                                     | team柊 | 「ユメ・イロ」 | OVA『スタミュ』オープニングテーマ                                         |
| 10月26日 | マジきゅんっ！No.1☆                                                                             | ArtiSTARs | 「マジきゅんっ！No.1☆」 | テレビアニメ『マジきゅんっ！ルネッサンス』オープニングテーマ              |
| 10月26日 | マジきゅんっ！No.1☆                                                                             | ArtiSTARs | 「Give you! Smile♡」 | テレビアニメ『マジきゅんっ！ルネッサンス』関連曲                          |
| 10月26日 | Please kiss my heart                                                                            | ArtiSTARs | 「Please kiss my heart」 | テレビアニメ『マジきゅんっ！ルネッサンス』エンディングテーマ              |
| 10月26日 | Please kiss my heart                                                                            | ArtiSTARs | 「誰よりもI love you」 | テレビアニメ『マジきゅんっ！ルネッサンス』関連曲                          |
| 11月2日  | TVアニメ『スカーレッドライダーゼクス』レゾナンスソングシリーズ Vol.5                            | 無月ヒジリ（KENN） × エピフォン（藤原祐規） | 「Seaside Blue Graffiti」〜レゾナンス ver.                                                                                  | テレビアニメ『スカーレッドライダーゼクス』関連曲                          |
| 11月2日  | TVアニメ『スカーレッドライダーゼクス』レゾナンスソングシリーズ Vol.5                            | 無月ヒジリ（KENN） | 「Seaside Blue Graffiti」〜メインスタンスソロ ver.                                                                          | テレビアニメ『スカーレッドライダーゼクス』関連曲                          |
| 11月5日  | 恋歌ロイド Type04 階-カイ-                                                                      | 階（KENN） | 「For yourself」 | シチュエーションCD『恋歌ロイド』関連曲                                    |
| 11月12日 | LOVE&GAME                                                                                       | 四葉環（KENN）&逢坂壮五（阿部敦）&十龍之介（佐藤拓也） | 「LOVE&GAME」 | ゲーム『アイドリッシュセブン』ユニットソング                              |
| 11月16日 | TVアニメ『スカーレッドライダーゼクス』Vol.2 特装限定版 特典CD                                   | 無月ヒジリ（KENN） | 「old revelation (eternal ver.)」 「old revelation (TVサイズver.)」                                                         | テレビアニメ『スカーレッドライダーゼクス』エンディングテーマ              |
| 11月25日 | 『ツキウタ。 THE ANIMATION』BD&DVD 第3巻 特典CD                                                 | 皐月葵（KENN） | 「caelum〜未来〜」 | テレビアニメ『ツキウタ。 THE ANIMATION』エンディングテーマ                |
| 11月30日 | TVアニメ「マジきゅんっ！ルネッサンス」Solo-kyun!Songs vol.2 墨ノ宮葵                            | 墨ノ宮葵（KENN） | 「My world, Your world」 | テレビアニメ『マジきゅんっ！ルネッサンス』挿入歌                          |
| 11月30日 | TVアニメ「マジきゅんっ！ルネッサンス」Solo-kyun!Songs vol.2 墨ノ宮葵                            | 墨ノ宮葵（KENN） | 「独立独歩」 | テレビアニメ『マジきゅんっ！ルネッサンス』関連曲                          |
| 11月30日 | 聖夜にsay yeah!!                                                                                | 喜多川翔太(KENN)&白川基(杉山紀彰)&日向湊(髙橋孝治)&穂高夏生(竹内栄治) | 「聖夜にsay yeah!!」 | ゲーム『ボーイフレンド（仮）きらめき☆ノート』関連曲                       |
| 12月21日 | 『剣が君 百夜綴り』主題歌「まほろばの空」                                                       | 九十九丸（小野友樹）、螢（KENN） | 「まほろばの空」 | ゲーム『剣が君 百夜綴り』オープニングテーマ                               |
| 2017年   |                                                                                                 | | |                                                                           |
| 1月11日  | TVアニメ「マジきゅんっ！ルネッサンス」Original Sound Track Music-kyun♪Memories                  | ArtiSTARs | 「Dear my special」 「Art Session!!!!!!!」                                                                                  | テレビアニメ『マジきゅんっ！ルネッサンス』挿入歌                          |
| 1月18日  | WeMe!!!!                                                                                        | MARGINAL#4 | 「WeMe!!!!」 | テレビアニメ『MARGINAL#4 KISSから創造るBig Bang』オープニングテーマ       |
| 1月26日  | 月明かりイルミネイト                                                                            | MEZZO" | 「月明かりイルミネイト」 | ゲーム『アイドリッシュセブン』関連曲                                      |
| 2月1日   | 忍-Just A 絶頂（HEAVEN）- / Melty♥Love♥Cooking                                                  | MARGINAL#4 | 「忍-Just A 絶頂（HEAVEN）-」                                                                                               | テレビアニメ『MARGINAL#4 KISSから創造るBig Bang』エンディングテーマ       |
| 2月1日   | 忍-Just A 絶頂（HEAVEN）- / Melty♥Love♥Cooking                                                  | 野村エル（KENN)、野村アール（鈴木裕斗） | 「Melty♥Love♥Cooking」 | テレビアニメ『MARGINAL#4 KISSから創造るBig Bang』エンディングテーマ       |
| 2月15日  | TVアニメ『スカーレッドライダーゼクス』Vol.5 特装限定版 特典CD                                   | 無月ヒジリ（KENN） | 「path of truth」 | テレビアニメ『スカーレッドライダーゼクス』挿入歌                          |
| 3月1日   | REAL？ / コ・コ・ロ・ヒ・ト・ツ                                                                 | 野村エル（KENN) | 「コ・コ・ロ・ヒ・ト・ツ」                                                                                                  | テレビアニメ『MARGINAL#4 KISSから創造るBig Bang』エンディングテーマ       |
| 3月15日  | ディア♥ヴォーカリスト Riot エントリーNo.6 シエル                                                | シエル（KENN） | 「Vibes」 「Aches & Deny」                                                                                                  | カレはヴォーカリスト♥CD『ディア♥ヴォーカリスト』関連曲                    |
| 3月15日  | ディア♥ヴォーカリスト THE BEST Rock Out!!! レオード・シエル・ユゥ                               | シエル（KENN） | 「Heaven's Door」 | カレはヴォーカリスト♥CD『ディア♥ヴォーカリスト』関連曲                    |
| 3月15日  | Magic-kyun! SHOW-TIME!! CD『6人の王子と眠り姫』                                                 | ArtiSTARs | 「Sleeping Beauty」 | テレビアニメ『マジきゅんっ！ルネッサンス』関連曲                          |
| 2月22日  | アイ★チュウ2ndフルアルバム『glace』                                                             | F∞F | 「Viva! Carnival!」 「マサラヤサマラヤ 〜あなたの魔法で〜」                                                                 | スマートフォンアプリ『アイ★チュウ』関連曲                                 |
| 3月24日  | 『ツキウタ。THE ANIMATION』BD&DVD 第7巻 特典CD                                                  | Six Gravity & Procellarum | 「ツキノウタ。」 | テレビアニメ『ツキウタ。THE ANIMATION』最終話主題歌                       |
| 3月29日  | 魂のノンストップラヴァー / 絆-KIZUNA-                                                           | MARGINAL#4 | 「絆-KIZUNA-」 | テレビアニメ『MARGINAL#4 KISSから創造るBig Bang』エンディングテーマ       |
| 4月5日   | KISSから創造（つく）るBig Bang                                                                  | ピタゴラス★オールスター | 「MARGINAL#4 KISSから創造（つく）るBig Bang」                                                                               | テレビアニメ『MARGINAL#4 KISSから創造るBig Bang』エンディングテーマ       |
| 4月12日  | ☆2nd SHOW TIME 2☆ アンシエント&team柊                                                           | team柊 | 「カメレオン・スター！」 | テレビアニメ『スタミュ』第2期挿入歌                                       |
| 4月26日  | ☆2nd SHOW TIME 4☆ 星谷×那雪×天花寺×空閑×卯川×虎石&虎石×北原                                     | 星谷悠太（花江夏樹）、那雪透（小野賢章）、天花寺翔（細谷佳正）、空閑愁（前野智昭）、卯川晶（松岡禎丞）、虎石和泉（KENN） | 「花道 ∞ Go All Out!!」 | テレビアニメ『スタミュ』第2期挿入歌                                       |
| 4月26日  | ☆2nd SHOW TIME 4☆ 星谷×那雪×天花寺×空閑×卯川×虎石&虎石×北原                                     | 北原廉（梅原裕一郎）、虎石和泉（KENN） | 「TERRITORY」 | テレビアニメ『スタミュ』第2期関連曲                                       |
| 5月3日   | ボーイフレンド（仮）きらめき☆ノート コンプリートコレクション#02                                 | 2-B | 「ほっとけないぜ☆クラスメイト」                                                                                             | ゲーム『ボーイフレンド（仮）きらめき☆ノート』関連曲                       |
| 5月17日  | ☆2nd SHOW TIME 7☆ 空閑×虎石×北原&北原×南條                                                      | 空閑愁（前野智昭）、虎石和泉（KENN）、北原廉（梅原裕一郎） | 「FACE-OFF」 | テレビアニメ『スタミュ』第2期挿入歌                                       |
| 6月7日   | Choooose One!!!!                                                                                | MARGINAL#4 | 「Choooose One!!!!」 「ピエロ」                                                                                             | 『MARGINAL#4』関連曲                                                      |
| 6月14日  | ☆2nd SHOW TIME 11☆ team鳳&team柊                                                                | team柊 | 「Starship Runway」 | テレビアニメ『スタミュ』第2期関連曲                                       |
| 6月21日  | ☆2nd SHOW TIME 12☆ team鳳&team柊&揚羽×蜂矢×北原×南條&オールキャスト                             | team柊 | 「Gift」 | テレビアニメ『スタミュ』第2期関連曲                                       |
| 6月21日  | ☆2nd SHOW TIME 12☆ team鳳&team柊&揚羽×蜂矢×北原×南條&オールキャスト                             | オールキャスト | 「Gift 〜カーテンコール〜」                                                                                                 | テレビアニメ『スタミュ』第2期挿入歌                                       |
| 6月21日  | アイ★チュウ 〜シャッフルユニットミニアルバム〜                                                  | QA | 「FIX ME」 | ゲーム『アイ★チュウ』関連曲                                               |
| 6月21日  | ピタゴラスプロダクション シャッフルユニットベストアルバム                                       | MY♥MILKY♥WAY | 「ミラクル！」 | 『MARGINAL#4』関連曲                                                      |
| 6月21日  | 眼光シグナル                                                                                    | 箕輪斗々丸（KENN） | 「眼光シグナル」 | TVアニメ「喧嘩番長 乙女 -Girl Beats Boys-」エンディングテーマ             |
| 7月7日   | Sakura Message                                                                                  | IDOLiSH7 | 「Sakura Message」 「PARTY TIME TOGETHER」                                                                                  | ゲーム『アイドリッシュセブン』関連曲                                      |
| 7月26日  | 言祝ノ花                                                                                        | 高杉晋作（KENN）、森蘭丸（蒼井翔太）、夏目漱石（小野賢章）、聖徳太子（松岡禎丞）、徳川綱吉（小野友樹） | 「言祝ノ花」 | ゲーム『茜さすセカイでキミと詠う』主題歌                                  |
| 9月20日  | 喧嘩番長 乙女〜完全無欠のマイハニー〜 Themesong                                                 | 箕輪斗々丸（KENN）、金春貴之（蒼井翔太） | 「TWO SOULS 新しい明日へ」                                                                                                  | ゲーム『喧嘩番長 乙女〜完全無欠のマイハニー〜』主題歌                     |
| 9月27日  | ボーイフレンド（仮）プロジェクト ミュージックアルバム 藤城学園 #01                              | 喜多川翔太（KENN）&白川基（杉山紀彰）&日向湊（髙橋孝治）&穂高夏生（竹内栄治） | 「聖夜にsay yeah!!」 | ゲーム『ボーイフレンド（仮）きらめき☆ノート』関連曲                       |
| 9月27日  | MARGINAL#4 KISSから創造るBig Bang BEST                                                          | MARGINAL#4 | 「Orbit」 | テレビアニメ『MARGINAL#4 KISSから創造るBig Bang』関連曲                   |
| 11月22日 | Dear Butterfly                                                                                  | MEZZO" | 「Dear Butterfly」 「月明かりイルミネイト」                                                                                 | ゲーム『アイドリッシュセブン』関連曲                                      |
| 11月22日 | ピタゴラス スペクタクルツアー ライブ Vol.2「STARGAZER Z」                                       | 野村エル(KENN)×緋室キラ(大河元気)×滝丸アルト(沢城千春) | 「SHOW★TIME」 「希望infinity」                                                                                              | ゲーム『MARGINAL#4』関連曲                                                |
| 11月22日 | 逆転裁判4 ミニサウンドトラックCD                                                                | 王泥喜法介（KENN） | 「王泥喜法介 〜 新章開廷! (2017アレンジバージョン)」                                                                        | ゲーム『逆転裁判4』関連曲                                                 |
| 12月20日 | 茜さすセカイでキミと詠う オリジナルキャラクターソング＆ミニドラマCD「この空の向こうに」         | 高杉晋作（KENN）、安倍晴明（鳥海浩輔） | 「この空の向こうに」 | ゲーム『茜さすセカイでキミと詠う』関連曲                                  |
| 12月20日 | 茜さすセカイでキミと詠う オリジナルキャラクターソング＆ミニドラマCD「この空の向こうに」         | 高杉晋作（KENN） | 「この空の向こうに」 | ゲーム『茜さすセカイでキミと詠う』関連曲                                  |
| 2018年   |                                                                                                 | | |                                                                           |
| 1月10日  | 俺たちマジ校デストロイ                                                                          | マジ校デストロイ | 「俺たちマジ校デストロイ」                                                                                                  | 『俺たちマジ校デストロイ』関連曲                                          |
| 1月17日  | 『剣が君 百夜綴り』キャラクターソング 春雷の章「螢・縁」                                        | 螢（KENN） | 「あの虹へと」 | ゲーム『剣が君 百夜綴り』関連曲                                           |
| 1月24日  | ボーイフレンド（仮）プロジェクト ミュージックアルバム 藤城学園 #02                              | カイ&ショータ | 「俺たちはずっと」 | ゲーム『ボーイフレンド（仮）きらめき☆ノート』関連曲                       |
| 1月25日  | めいこいキャラクターソングシリーズ ロマネスクレコード ベストアルバム 百花繚乱                   | 菱田春草(KENN) | 「飛花落葉」 「ノスタルジア （菱田春草 ver.）」                                                                             | ゲーム『明治東亰恋伽』関連曲                                              |
| 2月14日  | WiSH VOYAGE                                                                                     | IDOLiSH7 | 「WiSH VOYAGE」 | テレビアニメ『アイドリッシュセブン』オープニングテーマ                    |
| 2月14日  | WiSH VOYAGE                                                                                     | IDOLiSH7 | 「Dancing∞BEAT!!」 | テレビアニメ『アイドリッシュセブン』挿入歌                                |
| 3月8日   | フォリラ/fes.CINDERELLA                                                                         | forttê | 「フォリラ」 「fes.CINDERELLA」                                                                                             | ゲーム『フォルティッシモ』主題歌                                          |
| 3月21日  | 雨                                                                                              | MEZZO" | 「雨」 | テレビアニメ『アイドリッシュセブン』エンディングテーマ                    |
| 3月21日  | 雨                                                                                              | MEZZO" | 「甘さひかえめ」 | テレビアニメ『アイドリッシュセブン』関連曲                                |
| 4月4日   | fleur                                                                                           | F∞F | 「平凡なこの日々に花束を」                                                                                                  | ゲーム『アイ★チュウ』関連曲                                               |
| 4月11日  | 百花繚乱                                                                                        | 高杉晋作（KENN） | 「百花繚乱」 | ゲーム『茜さすセカイでキミと詠う』オープニングテーマ                      |
| 5月25日  | アイドリッシュセブン BD・DVD第4巻特典CD                                                         | IDOLiSH7 | 「TODAY IS」 | テレビアニメ『アイドリッシュセブン』挿入歌                                |
| 6月20日  | ナナツイロ REALiZE                                                                              | IDOLiSH7 | 「ナナツイロ REALiZE」 「Viva! Fantastic Life!!!!!!!」                                                                      | ゲーム『アイドリッシュセブン』関連曲                                      |
| 7月7日   | Welcome, Future World!!!                                                                        | Re:vale、TRIGGER、IDOLiSH7 | 「Welcome, Future World!!! (short ver.)」                                                                                   | ゲーム『アイドリッシュセブン』関連曲                                      |
| 7月25日  | GiVeMe                                                                                          | MARGINAL#4 | 「GiVeMe」 「光」 | 『MARGINAL#4』関連曲                                                      |
| 9月5日   | Own The Night〜イケメンライブ 恋の歌をキミに イケラブ 1st ALBUM〜                               | 朱真遥音（KENN）、銀波律（蒼井翔太）、東雲詠介（谷山紀章）、蘇芳楽（梶裕貴）、眞白奏（深町寿成）、千草響一郎（伊東健人）、天宮アンリ（大河元気）、藍墨晃揮（近藤隆）、藤代旋（黒田崇矢）、銀波弓弦（植田圭輔）、椿麻琴（小野友樹）、木蘭宗詩（市川太一）                                                           | 「最愛PHRASE」 | ゲーム『イケメンライブ 恋の歌をキミに』主題歌                             |
| 9月5日   | Own The Night〜イケメンライブ 恋の歌をキミに イケラブ 1st ALBUM〜                               | HOUNDS | 「HORIZON」 | ゲーム『イケメンライブ 恋の歌をキミに』関連曲                             |
| 9月5日   | Own The Night〜イケメンライブ 恋の歌をキミに イケラブ 1st ALBUM〜                               | 朱真遥音（KENN） | 「Liberty Sky〜自由デアルタメニ」                                                                                           | ゲーム『イケメンライブ 恋の歌をキミに』関連曲                             |
| 9月28日  | 覇穹 封神演義 BD・DVD第7巻特典CD                                                                | 黄天化（KENN） | 「WILD SWORD」 | テレビアニメ『覇穹 封神演義』関連曲                                       |
| 11月28日 | 己が道                                                                                          | 高杉晋作（KENN） with 桜men | 「己が道」 | 『茜さすセカイでキミと詠う』第二部オープニング曲                          |
| 12月19日 | アイ★チュウ 〜I★Chu Award 2018ミニアルバム〜                                                    | 愛童星夜（KENN） | 「We are HEROES!!!」 | ゲーム『アイ★チュウ』関連曲                                               |
| 12月21日 | GANG×ROCK 皇位争奪トーナメント ENTRY01 Odin;s 訊け、我が雷鳴を！                                | Odin;s | 「Don't wanna stay」 「Saqirlat」                                                                                           | キャラクターCD『GANG×ROCK』関連曲                                         |
| 12月21日 | GANG×ROCK 皇位争奪トーナメント ENTRY01 Odin;s 訊け、我が雷鳴を！ 雷堂EDITION                    | 雷堂翔太（KENN） | 「Don't wanna stay」 | キャラクターCD『GANG×ROCK』関連曲                                         |
| 2019年   |                                                                                                 | | |                                                                           |
| 2月20日  | 剣が君 百夜綴り 二重唱 夕凪の章 螢・縁                                                          | 螢（KENN）、縁（置鮎龍太郎） | 「夏疾風」 | ゲーム『剣が君 百夜綴り』関連曲                                           |
| 2月27日  | テレビアニメ『明治東亰恋伽』エンディングテーマ集                                                | 森鴎外（浪川大輔）、菱田春草（KENN） | 「星屑の詠み人」 | テレビアニメ『明治東亰恋伽』エンディングテーマ                            |
| 3月20日  | アイ★チュウ BEST ALBUM アイ盤                                                                   | F∞F | 「higher,HighER,HIGHER!」                                                                                                   | ゲーム『アイ★チュウ』関連曲                                               |
| 3月20日  | ピタゴラスプロダクション GALACTI9★SONGシリーズ #4「P.S.」野村エル                               | 野村エル（KENN） | 「P.S.」 「パルコ（L Ver.）」                                                                                               | 『MARGINAL#4』関連曲                                                      |
| 3月27日  | SuperHighSchool                                                                                 | 箕輪斗々丸（KENN）、金春貴之（蒼井翔太） | 「SuperHighSchool」 | ゲーム『喧嘩番長 乙女 2nd Rumble!!』オープニングテーマ                    |
| 4月1日   | Wonderful Octave 四葉環                                                                         | 四葉環（KENN） | 「Four Leaf Ring」 「Wonderful Octave」                                                                                     | ゲーム『アイドリッシュセブン』関連曲                                      |
| 4月3日   | 一切合切デストロイ                                                                              | マジ校デストロイ | 「一切合切デストロイ」 | 『俺たちマジ校デストロイ』関連曲                                          |
| 4月3日   | 一切合切デストロイ                                                                              | トモ（浅沼晋太郎）、ニーナ（KENN） | 「Cycle Cycle」 | 『俺たちマジ校デストロイ』関連曲                                          |
| 5月31日  | リーンカーネーション                                                                            | 皐月葵（KENN） | 「リーンカーネーション」 | キャラクターCD『ツキウタ。』関連曲                                        |
| 7月17日  | ACTORS 5th Anniversary Edition                                                                  | 魚津鯆澄（KENN） | 「青（リアレンジ）」 | キャラクターCD『ACTORS』関連曲                                            |
| 8月7日   | ☆3rd SHOW TIME 6☆ team鳳×team柊×team楪×team漣&那雪シスターズ                                    | team鳳、team柊、team楪、team漣 | 「Magic Time Maker」 | テレビアニメ『スタミュ』第3期挿入歌                                       |
| 8月28日  | ☆3rd SHOW TIME 9☆ team柊&申渡×虎石                                                              | team柊 | 「GLORY+HOLLY+STORY」 | テレビアニメ『スタミュ』第3期挿入歌                                       |
| 8月28日  | ☆3rd SHOW TIME 9☆ team柊&申渡×虎石                                                              | 申渡栄吾（内田雄馬）、虎石和泉（KENN） | 「CROSS×TALK」 | テレビアニメ『スタミュ』第3期関連曲                                       |
| 9月18日  | ☆3rd SHOW TIME 12☆ team辰己&team星谷&team2年生                                                  | team辰己 | 「MASTERPIECE」 | テレビアニメ『スタミュ』第3期挿入歌                                       |
| 9月18日  | ☆3rd SHOW TIME 12☆ team辰己&team星谷&team2年生                                                  | 星谷悠太（花江夏樹）、那雪透（小野賢章）、月皇海斗（ランズベリー・アーサー）、天花寺翔（細谷佳正）、空閑愁（前野智昭）、辰己琉唯（岡本信彦）、申渡栄吾（内田雄馬）、戌峰誠士郎（興津和幸）、虎石和泉（KENN）、卯川晶（松岡禎丞）、揚羽陸（島﨑信長）、蜂矢聡（高梨謙吾）、北原廉（梅原裕一郎）、南條聖（武内駿輔） | 「我ら、綾薙学園華桜会〜NEXT STAGE〜」                                                                                      | テレビアニメ『スタミュ』第3期エンディングテーマ                           |
| 11月6日  | ラフラフ！-laugh life- 3rd Round                                                                | Corner Craver | 「Performers' Anthem」 | 『ラフラフ！-laugh life-』関連曲                                          |
| 12月25日 | 剣が君 ベストソング弐                                                                           | 螢（KENN） | 「那由多の空」 | ゲーム『剣が君』関連曲                                                    |
| 2020年   |                                                                                                 | | |                                                                           |
| 1月8日   | Mr.AFFECTiON                                                                                    | IDOLiSH7 | 「Mr.AFFECTiON」 「ハツコイリズム」                                                                                         | ゲーム『アイドリッシュセブン』関連曲                                      |
| 3月18日  | マジカル LOVE ポーション！                                                                      | アイチュウリーダーズ | 「マジカル LOVE ポーション！」                                                                                              | ゲーム『アイ★チュウ Étoile Stage』主題歌                                  |
| 3月25日  | ピタゴラスインフィニティソロベスト”M”(4+2+3=9)∞                                                 | MARGINAL#4 | 「スパークリング」 | 『MARGINAL#4』関連曲                                                      |
| 5月20日  | ACTORS-Singing Contest Edition-sideA                                                            | 魚津鯆澄（KENN） | 「HEAVEN」 | キャラクターCD『ACTORS』関連曲                                            |
| 6月26日  | Paint It Black                                                                                  | Six Gravity | 「Paint It Black」 | テレビアニメ『ツキウタ。 THE ANIMATION2』オープニングテーマ               |
| 7月3日   | ピタゴラスプロダクション ONE DREAM 2020 3rd 「グッバイルールブック」                            | MY♥MILKY♥WAY | 「グッバイルールブック」 | 『MARGINAL#4』関連曲                                                      |
| 8月7日   | ピタゴラスプロダクション ONE DREAM 2020 4th「最愛公約」                                         | MY♥MILKY♥WAY | 「最愛公約」 | 『MARGINAL#4』関連曲                                                      |
| 8月26日  | DiSCOVER THE FUTURE                                                                             | IDOLiSH7 | 「DiSCOVER THE FUTURE」 | テレビアニメ『アイドリッシュセブン Second BEAT!』オープニングテーマ       |
| 8月26日  | DiSCOVER THE FUTURE                                                                             | IDOLiSH7 | 「Everyday Yeah!」 | テレビアニメ『アイドリッシュセブン Second BEAT!』関連曲                   |
| 12月2日  | ラフラフ！-Laugh Life- Final Round                                                              | Geraxy、Ridiculs、Corner Craver | 「Laugh or Die」 | 『ラフラフ！-laugh life-』関連曲                                          |
| 12月23日 | OUVERTURE                                                                                       | F∞F | 「ジュエリーダスト」 | ゲーム『アイ★チュウ Étoile Stage』関連曲                                  |
| 12月23日 | OUVERTURE 初回限定盤                                                                            | アイチュウリーダーズ | 「マジカル LOVE ポーション！」                                                                                              | ゲーム『アイ★チュウ Étoile Stage』関連曲                                  |
| 2021年   |                                                                                                 | | |                                                                           |
| 1月6日   | ACTORS – Deluxe Dream Edition –                                                                 | 魚津鯆澄（KENN）、飯盛駆（浅沼晋太郎） | 「ベノム」 | キャラクターCD『ACTORS』関連曲                                            |
| 1月13日  | BEYOND THE SHiNE                                                                                | TRIGGER、IDOLiSH7 | 「激情」 | テレビアニメ『アイドリッシュセブン Second BEAT!』挿入歌                   |
| 2月24日  | 一番星                                                                                          | アイチュウ | 「一番星の歌〜未来のレジェンド伝説〜」                                                                                      | テレビアニメ『アイ★チュウ』オープニングテーマ                             |
| 2月24日  | 一番星                                                                                          | アイチュウリーダーズ | 「Rainbow☆Harmony」 | テレビアニメ『アイ★チュウ』オープニングテーマ                             |
| 2月24日  | 一番星                                                                                          | アイチュウリーダーズ | 「Singing! Swinging!」 | テレビアニメ『アイ★チュウ』エンディングテーマ                             |
| 4月7日   | アイドリッシュセブン Collection Album vol.2                                                     | Re:vale、IDOLiSH7 | 「Happy Days Creation!」 | ゲーム『アイドリッシュセブン』関連曲                                      |
| 4月7日   | アイドリッシュセブン Collection Album vol.2                                                     | MEZZO" | 「Forever Note」 | ゲーム『アイドリッシュセブン』関連曲                                      |
| 5月21日  | アオペラ -aoppella!?-                                                                           | リルハピ | 「Playlist」 | 『アオペラ -aoppella!?-』関連曲                                           |
| 6月24日  | 『剣が君 for S』限定盤特典CD                                                                    | 九十九丸（小野友樹）、螢（KENN） | 「予感」 | ゲーム『剣が君 for S』テーマ曲                                            |
| 7月30日  | ツキウタ。 THE ANIMATION2 BD・DVD第5巻特典CD                                                    | 皐月葵（KENN） | 「Fly Together」 | テレビアニメ『ツキウタ。 THE ANIMATION2』エンディングテーマ               |
| 8月4日   | THE POLiCY                                                                                      | IDOLiSH7 | 「THE POLiCY」 | テレビアニメ『アイドリッシュセブン Third BEAT!』オープニングテーマ        |
| 8月4日   | THE POLiCY                                                                                      | IDOLiSH7 | 「NAGISA Night Temperature」                                                                                                | テレビアニメ『アイドリッシュセブン Third BEAT!』関連曲                    |
| 9月24日  | アオペラ -aoppella!?-2                                                                          | リルハピ | 「キセキノウタ」 | 『アオペラ -aoppella!?-』関連曲                                           |
| 10月20日 | Intermezzo                                                                                      | MEZZO" | 「未来絵」 「Tears Over 〜この星の君と〜」                                                                                  | ゲーム『アイドリッシュセブン』関連曲                                      |
| 12月24日 | ツキウタ。 THE ANIMATION2 BD・DVD第7巻特典CD                                                    | Six Gravity、Procellarum | 「月ノ詩。」 | テレビアニメ『ツキウタ。 THE ANIMATION2』エンディングテーマ               |
| 2022年   |                                                                                                 | | |                                                                           |
| 1月12日  | Opus                                                                                            | IDOLiSH7 | 「Boys & Girls」 「Everything is up to us」                                                                                 | ゲーム『アイドリッシュセブン』関連曲                                      |
| 2月10日  | アオペラ -aoppella!?-3                                                                          | リルハピ | 「リルリルHAPPY！」 | 『アオペラ -aoppella!?-』関連曲                                           |
| 2月14日  | ピタゴラスプロダクション Shining Stage Vol.4 MARGINAL#4                                         | MARGINAL#4 | 「HAPPY ROLL」 「Rise Up」                                                                                                  | 『MARGINAL#4』関連曲                                                      |
| 2月23日  | NOCTURNE                                                                                        | F∞F | 「アフターレイニー」 | ゲーム『アイ★チュウ Étoile Stage』関連曲                                  |
| 5月25日  | マロウブルー                                                                                    | IDOLiSH7 | 「マロウブルー」 「Because Now!!」                                                                                          | ゲーム『アイドリッシュセブン』関連曲                                      |
| 6月10日  | IDOLiSH7グループ記念日新曲配信 HELLO CALLiNG                                                    | IDOLiSH7 | 「HELLO CALLiNG」 | ゲーム『アイドリッシュセブン』関連曲                                      |
| 6月15日  | A（エース）                                                                                     | リルハピ、FYA'M' | 「アオペラの「ア」-introduction song-」                                                                                     | 『アオペラ -aoppella!?-』関連曲                                           |
| 6月15日  | A（エース）                                                                                     | リルハピ | 「RAINBOW」 | 『アオペラ -aoppella!?-』関連曲                                           |
| 8月17日  | CROSSOVER ROTATION                                                                              | IDOLiSH7、TRIGGER、Re:vale、ZOOL | 「CROSSOVER ROTATION」 | ゲーム『アイドリッシュセブン』7周年記念曲                                 |
| 9月16日  | アオペラ -aoppella!?-4                                                                          | リルハピ | 「KALEIDOSCOPE」 | 『アオペラ -aoppella!?-』関連曲                                           |
| 11月2日  | WONDER LiGHT                                                                                    | IDOLiSH7 | 「WONDER LiGHT」 「Ardor Life」                                                                                             | テレビアニメ『アイドリッシュセブン Third BEAT!』関連曲                    |
| 11月23日 | 永久少年 Eternal Boys ステージ1                                                                 | Gentlemen | 「Dreamy Life」 | テレビアニメ『永久少年 Eternal Boys』オープニングテーマ                   |
| 12月21日 | カラフル                                                                                        | MEZZO" | 「カラフル」 「Smile Navigation」                                                                                           | テレビアニメ『アイドリッシュセブン Third BEAT!』関連曲                    |
| 2023年   |                                                                                                 | | |                                                                           |
| 1月25日  | 永久少年 Eternal Boys ステージ2                                                                 | Gentlemen | 「シャル・ウィ・ダンス？」                                                                                                  | テレビアニメ『永久少年 Eternal Boys』挿入歌                               |
| 1月27日  | URADOL Stage/opening                                                                            | SPYAIM | 「Bright」 | キャラクターCD『URADOL』関連曲                                            |
| 3月1日   | アイドリッシュセブン Third BEAT!』オリジナルサウンドトラック「UNTOUCHED PRiDE」                 | IDOLiSH7 | 「SECRET NIGHT (Anime Size) 」                                                                                              | テレビアニメ『アイドリッシュセブン Third BEAT!』関連曲                    |
| 3月8日   | アイドリッシュセブン Compilation Album “BLACK or WHITE 2022”                                    | IDOLiSH7 | 「TOMORROW EViDENCE」 | ゲーム『アイドリッシュセブン』関連曲                                      |
| 3月8日   | キズナ                                                                                          | MEZZO" | 「キズナ」 「フォトフレーム」                                                                                               | ゲーム『アイドリッシュセブン』関連曲                                      |
| 3月22日  | 永久少年 Eternal Boys ステージ3                                                                 | Gentlemen | 「GENTLEMEN」 | テレビアニメ『永久少年 Eternal Boys』挿入歌                               |
| 4月21日  | アオペラ -aoppella!?-5                                                                          | リルハピ | 「Touch the sky」 | 『アオペラ -aoppella!?-』関連曲                                           |
| 4月28日  | 「ツキウタ。」キャラクターCD・5thシーズン5「Be Your Hero」                                      | 卯月新（細谷佳正／Singer：koyomi from 桜men） & 皐月葵（KENN） | 「Be Your Hero」 | 『ツキウタ。』関連曲                                                      |
| 5月17日  | アヤナスピネル                                                                                  | IDOLiSH7 | 「アヤナスピネル」 | ゲーム『アイドリッシュセブン』関連曲                                      |
| 5月24日  | 劇場版アイドリッシュセブン LIVE 4bit Compilation Album “BEYOND THE PERiOD”【通常盤】            | IDOLiSH7 | 「NiGHTFALL」 | 『劇場版アイドリッシュセブン LIVE 4bit BEYOND THE PERiOD』関連曲          |
| 5月24日  | 劇場版アイドリッシュセブン LIVE 4bit Compilation Album “BEYOND THE PERiOD”【通常盤】            | IDOLiSH7、TRIGGER、Re:vale、ZOOL | 「Peace of the world」 | 『劇場版アイドリッシュセブン LIVE 4bit BEYOND THE PERiOD』関連曲          |
| 5月26日  | 「ツキウタ。」キャラクターCD・5thシーズン6「梔子の花」                                          | 皐月葵（KENN）＆長月夜（近藤隆） | 「梔子の花」 | 『ツキウタ。』関連曲                                                      |
| 6月10日  | IDOLiSH7グループ記念日新曲配信 Day/Night DiSCO                                                  | IDOLiSH7 | 「Day/Night DiSCO」 | ゲーム『アイドリッシュセブン』関連曲                                      |
| 6月15日  | 戦国 A LIVE全曲プレイリスト                                                                     | 石田三成（KENN） | 「ズルい女 (Cover)」 | ゲーム『戦国 A LIVE』関連曲                                               |
| 6月15日  | 戦国 A LIVE全曲プレイリスト                                                                     | 戦国 A LIVE | 「光る時」 | ゲーム『戦国 A LIVE』関連曲                                               |
| 6月15日  | 戦国 A LIVE全曲プレイリスト                                                                     | 戦国 A LIVE | 「此の夜のムコウ」 | ゲーム『戦国 A LIVE』関連曲                                               |
| 6月15日  | 戦国 A LIVE全曲プレイリスト                                                                     | 戦国 A LIVE | 「TRAIN TRAIN(Cover)」 | ゲーム『戦国 A LIVE』関連曲                                               |
| 6月15日  | 戦国 A LIVE全曲プレイリスト                                                                     | OneLY | 「survaival dAnce(Cover)」                                                                                                  | ゲーム『戦国 A LIVE』関連曲                                               |
| 6月30日  | URADOL Steage/moving                                                                            | SPYAIM | 「Summer Vacation」 | キャラクターCD『URADOL』関連曲                                            |
| 7月4日   | 戦国 A LIVE全曲プレイリスト                                                                     | Rumor | 「1/3の純情な感情(Cover)」                                                                                                  | ゲーム『戦国 A LIVE』関連曲                                               |
| 9月27日  | アオペラ -aoppella!?-5.5                                                                        | リルハピ、FYA'M'、VadLip | 「5+6+6=Voice to Voice」 | 『アオペラ -aoppella!?-』関連曲                                           |
| 9月27日  | アオペラ -aoppella!?-5.5                                                                        | リルハピ | 「5+6+6=Voice to Voice -街風コラージュ-」                                                                                   | 『アオペラ -aoppella!?-』関連曲                                           |
| 9月29日  | ツキウタ。 Dear Dreamer, ver.Six Gravity & Procellarum                                          | Six Gravity、Procellarum | 「Dear Dreamer, 」 | 『ツキウタ。』関連曲                                                      |
| 11月24日 | URADOL Steage/trying                                                                            | SPYAIM | 「Give me the light」 | キャラクターCD『URADOL』関連曲                                            |
| 2024年   |                                                                                                 | | |                                                                           |
| 1月5日   | Encounter Love Song                                                                             | IDOLiSH7 | 「Encounter Love Song」 | 『ゲーム『アイドリッシュセブン』関連曲』                                  |
| 2月14日  | Unfoggy Sight                                                                                   | 二階堂大和（白井悠介）、和泉一織（増田俊樹）、四葉環（KENN） | 「Unfoggy Sight」 | 『ゲーム『アイドリッシュセブン』関連曲』                                  |
| 3月14日  | 戦国 A LIVE全曲プレイリスト                                                                     | 戦国 A LIVE | 「燦然と咲えば」 | ゲーム『戦国 A LIVE』関連曲                                               |
| 4月1日   | ハルノヨノユメ                                                                                  | 四葉環（KENN）、和泉三月（代永翼）、六弥ナギ（江口拓也） | 「ハルノヨノユメ」 | 『ゲーム『アイドリッシュセブン』関連曲』                                  |
| 4月27日  | ネバーグリーン                                                                                  | GREEN BUBBLE | 「ネバーグリーン」 | 『ゲーム『アイドリッシュセブン』関連曲』                                  |
| 5月3日   | 戦国 A LIVE全曲プレイリスト                                                                     | コンフィデンシャル | 「ロンリー・チャップリン(Cover)」                                                                                           | ゲーム『戦国 A LIVE』関連曲                                               |

### その他参加作品
| 発売日   | 商品名                                                                        | 歌 | 楽曲 | 備考                                                                      |
| 2006年   | 2006年                                                                        | 2006年 | 2006年 | 2006年                                                                    |
| -------- | ----------------------------------------------------------------------------- | --- | --- | ------------------------------------------------------------------------- |
| 6月9日   | OUTRIDE                                                                       | 奥井雅美、JAM Project（影山ヒロノブ、松本梨香、遠藤正明、きただにひろし、奥井雅美、福山芳樹）、水樹奈々、高橋直純、栗林みな実、米倉千尋、石田燿子、愛内里菜、ALI PROJECT、三枝夕夏 IN db、石川智晶、savage genius、KENN with The NaB's、嘉陽愛子 | 「OUTRIDE」 | アニソンライブイベント『Animelo Summer Live 2006 -OUTRIDE-』 テーマソング |
| 2011年   |                                                                               | | |                                                                           |
| 5月31日  | EVER SMILE                                                                    | SHOW（森久保祥太郎）& KENN with ALL FRIEND（小野大輔、菅沼久義、野島健児、前野智昭、三浦祥朗、代永翼） | 「EVER SMILE」 | 東日本大震災 乙女チャリティソングプロジェクト『Brand New Love』           |
| 12月8日  | BEYOND THE FUTURE - FIX THE TIME ARROWS - 限定版同梱CD                        | KENN | 「グノーシスの断罪」 | ゲーム『BEYOND THE FUTURE - FIX THE TIME ARROWS -』オープニングテーマ     |
| 12月8日  | BEYOND THE FUTURE - FIX THE TIME ARROWS - 限定版同梱CD                        | KENN | 「Be the one for you」 | ゲーム『BEYOND THE FUTURE - FIX THE TIME ARROWS -』エンディングテーマ     |
| 12月14日 | 快感[TO]Night Opening Theme 「電撃（サンダーボルト）LOVE」                    | SHOW（森久保祥太郎）& KEN（KENN） | 「電撃（サンダーボルト）LOVE」 | Webラジオ『快感[TO]Night』オープニングテーマ                              |
| 12月14日 | 快感[TO]Night Opening Theme 「電撃（サンダーボルト）LOVE」                    | SHOW（森久保祥太郎）& KEN（KENN） | 「純愛狂騒曲」 | Webラジオ『快感[TO]Night』エンディングテーマ                              |
| 2012年   |                                                                               | | |                                                                           |
| 2月8日   | 新・百歌声爛II-男性声優編-                                                    | KENN | 「THE GALAXY EXPRESS 999」 「Get Wild」 「魂のルフラン」 「HEART OF SWORD 〜夜明け前〜」 「ひとりじゃない」 「DAN DAN 心魅かれてく」 「真夏の扉」 「ダンバイン とぶ」 「CHA-LA HEAD-CHA-LA」 「限界バトル」 |                                                                           |
| 5月23日  | TAP TRAP LOVE Vol.2 『Crown』                                                 | KENN | 「CODA」 （「Sky Field」） | ドラマCD『TAP TRAP LOVE Vol.2』エンディングテーマソング                   |
| 12月12日 | カバーコンピレーションアルバム〜Platinum Voice届けたい歌がある〜              | KENN | 「赤いスイートピー」 |                                                                           |
| 12月12日 | カバーコンピレーションアルバム〜Platinum Voice届けたい歌がある〜              | 諏訪部順一、松風雅也、内田夕夜、井上和彦、置鮎龍太郎、野島健児、古谷徹、KENN | 「少年時代」 |                                                                           |
| 2014年   |                                                                               | | |                                                                           |
| 11月12日 | TACOS NAOMI 1st ALBUM「WORKS」                                                | feat.KENN | 「風に吹かれて」 |                                                                           |
| 2022年   |                                                                               | | |                                                                           |
| 7月27日  | [Re:collection] HIT SONG cover series feat.voice actors 〜90's-00's EDITION〜 | KENN | 「今宵の月のように」 |                                                                           |
| 2023年   |                                                                               | | |                                                                           |
| 2月20日  | 殺欲生花 (手遊《陰陽師》SSR式神 鬼童丸角色日文版主題曲)                       | KENN· 陰陽師 | 「殺欲生花」 | 陰陽師本格幻想RPG 鬼童丸イメージソング                                    |